# Danh sách đĩa nhạc của The Beatles
Tại quê hương bản địa Liên hiệp Anh, trong khoảng thời gian từ năm 1962 tới năm 1970, The Beatles đã cho phát hành 12 album phòng thu (13 album toàn cầu), 21 đĩa mở rộng (EP) và 22 đĩa đơn. Tuy nhiên, danh sách đĩa nhạc của họ trên toàn thế giới lại khá phức tạp, bởi nhiều ấn bản được phát hành tùy theo từng quốc gia, đặc biệt là những năm đầu với Capitol Records tại Mỹ. The Beatles cũng có phát hành các ấn bản theo định dạng vinyl, LP, EP nhỏ và SP. Theo thời gian, các sản phẩm của họ được phát hành theo dạng cassette, băng Stereo 8, CD và sau cùng là định dạng nhạc số với ổ USB flash dùng cho Mp3 và FLAC. The Beatles cũng tiến hành nhiều album tổng hợp và các lần chỉnh âm, đưa tổng số ca khúc của The Beatles chỉ tính trong thập niên 60 lên tới 213 ca khúc, tương đương với khoảng 10 giờ nghe nhạc liên tục. Bên cạnh đó, nhóm còn phát hành năm bài hát là các phiên bản khác nhau của những ca khúc đã từng được phát hành: "Love Me Do", "Revolution", "Get Back", "Across the Universe" và "Let It Be"; hai bài hát bằng tiếng Đức là "Komm, gib mir deine Hand" và "Sie liebt dich"; và hai bài hát là bản sao của những ca khúc nằm trong những album trước nhưng vẫn góp mặt trong album Yellow Submarine: "Yellow Submarine" và "All You Need Is Love".
Hầu hết các album của The Beatles đều có cả định dạng mono lẫn stereo. Kể từ khi mono trở thành định dạng phổ biến, The Beatles và nhà sản xuất của họ George Martin chủ yếu chỉnh sửa các ca khúc của họ theo định dạng này. Họ cùng tiến hành chỉnh sửa lại theo định dạng mono trong 4 album đầu tay của ban nhạc. Các album còn lại của họ thường có cả hai định dạng, song bản mono không được phát hành phổ thông. Trong những năm cuối của thập niên 60, vì định dạng mono trở nên quá thông dụng, 2 album cuối cùng của ban nhạc (Abbey Road và Let It Be) chỉ có định dạng stereo.
Từ năm 1968, đĩa đơn "Hey Jude" và AlbumTrắng là những sản phẩm đầu tay từ công ty riêng của ban nhạc, Apple. Parlophone và Capitol tiếp tục phát hành các sản phẩm của The Beatles song đã buộc phải ký hợp đồng với Apple.
Đĩa nhạc của The Beatles bản Anh được phát hành lần đầu tiên trên CD vào năm 1987 và 1988. Bốn album đầu tiên chỉ có định dạng mono, trong khi các album còn lại được xuất bản với duy nhất định dạng stereo. Tuy nhiên George Martin đã tiến hành công cuộc chỉnh âm quy mô lớn với ý định đưa âm nhạc của The Beatles vào định dạng kỹ thuật số. Mặc dù vậy đợt chỉnh âm này chưa áp dụng các công nghệ mới của thế kỷ 21. Tới năm 2009, sau gần 4 năm nghiên cứu, Apple và EMI mới phát hành được bộ CD hoàn chỉnh vào ngày 9 tháng 9 năm 2009 với cả định dạng mono và stereo.
Với những sản phẩm CD album đầu tiên, tất cả những nhạc phẩm chính của The Beatles được hòa âm trên toàn thế giới nhằm bổ sung các album phát hành gốc ở Anh của nhóm trong giai đoạn 1963–1970, LP Magical Mystery Tour và tuyển tập Past Masters. Hai sản phẩm LP và tuyển tập trên bao gồm cả các bản nhạc phát hành trong giai đoạn 1962–1970 nhưng không xuất hiện trong những album ở Anh (chủ yếu là những đĩa đơn và đĩa mặt B nằm ngoài album). Kể từ đó, các sản phẩm trong quá khứ của ban nhạc đều được phát hành trên định dạng kĩ thuật số.

## Album

### Album phòng thu
| ‡ | Ghi chú các album nằm trong "danh mục chính" |

| Tựa đề                                                                      | Phát hành                                                                                           | Vị trí xếp hạng cao nhất | Vị trí xếp hạng cao nhất | Vị trí xếp hạng cao nhất | Vị trí xếp hạng cao nhất | Vị trí xếp hạng cao nhất | Vị trí xếp hạng cao nhất | Vị trí xếp hạng cao nhất | Chứng nhận |
| Tựa đề                                                                      | Phát hành                                                                                           | L.H. Anh                 | Canada                   | Đức                      | Mỹ                       | Na Uy                    | Pháp                     | Úc                       | Chứng nhận |
| --------------------------------------------------------------------------- | --------------------------------------------------------------------------------------------------- | ------------------------ | ------------------------ | ------------------------ | ------------------------ | ------------------------ | ------------------------ | ------------------------ | --- |
| Please Please Me ‡                                                          | - Phát hành: 22 tháng 3 năm 1963 - Hãng đĩa: Parlophone (L.H. Anh)                                  | 1                        | —                        | 5                        | —                        | —                        | 5                        | —                        | - L.H. Anh: Vàng - Canada: Vàng - Mỹ: Bạch kim - Úc: Vàng                                                                     |
| With the Beatles ‡                                                          | - Phát hành: 22 tháng 11 năm 1963 - Hãng đĩa: Parlophone (L.H. Anh), Capitol (Canada), Odeon (Pháp) | 1                        | —                        | 1                        | —                        | —                        | 5                        | —                        | - L.H. Anh: Bạch kim - Canada: Vàng - Đức: Vàng - Mỹ: Vàng - Úc: Vàng                                                         |
| Introducing... The Beatles                                                  | - Phát hành: 10 tháng 1 năm 1964 - Hãng đĩa: Vee-Jay (Mỹ)                                           | —                        | —                        | —                        | 2                        | —                        | —                        | —                        | - Mỹ: Bạch kim |
| Meet the Beatles!                                                           | - Phát hành: 20 tháng 1 năm 1964 - Hãng đĩa: Capitol (Mỹ)                                           | —                        | 1                        | —                        | 1                        | —                        | –                        | —                        | - Canada: Bạch kim - Mỹ: 5× Bạch kim                                                                                          |
| Twist and Shout                                                             | - Phát hành: 3 tháng 2 năm 1964 - Hãng đĩa: Capitol (Canada)                                        | —                        | 1                        | —                        | —                        | —                        | –                        | —                        | - Canada: 3× Bạch kim |
| The Beatles' Second Album                                                   | - Phát hành: 10 tháng 4 năm 1964 - Hãng đĩa: Capitol (Mỹ)                                           | —                        | 1                        | 50                       | 1                        | —                        | –                        | —                        | - Canada: Bạch kim - Mỹ: 2× Bạch kim                                                                                          |
| The Beatles' Long Tall Sally                                                | - Phát hành: 11 tháng 5 năm 1964 - Hãng đĩa: Capitol (Canada)                                       | —                        | 1                        | —                        | —                        | —                        |                          | —                        | - Canada: Vàng |
| A Hard Day's Night                                                          | - Phát hành: 26 tháng 6 năm 1964 - Hãng đĩa: United Artists (Mỹ)                                    | —                        | 1                        | —                        | 1                        | —                        | 5                        | —                        | - Canada: Bạch kim - Mỹ: 4× Bạch kim                                                                                          |
| A Hard Day's Night ‡                                                        | - Phát hành: 10 tháng 7 năm 1964 - Hãng đĩa: Parlophone (L.H. Anh)                                  | 1                        | —                        | 1                        | —                        | —                        | —                        | 1                        | - L.H. Anh: Vàng - Úc: Vàng                                                                                                   |
| Something New                                                               | - Phát hành: 20 tháng 7 năm 1964 - Hãng đĩa: Capitol (Mỹ)                                           | —                        | 2                        | 38                       | 2                        | —                        | —                        | —                        | - Canada: Vàng - Mỹ: 2× Bạch kim                                                                                              |
| Beatles for Sale ‡                                                          | - Phát hành: 4 tháng 12 năm 1964 - Hãng đĩa: Parlophone (L.H. Anh)                                  | 1                        | –                        | 1                        | —                        | —                        | —                        | 1                        | - L.H. Anh: Vàng - Canada: Vàng - Mỹ: Bạch kim - Úc: Vàng                                                                     |
| Beatles '65                                                                 | - Phát hành: 15 tháng 12 năm 1964 - Hãng đĩa: Capitol (Mỹ)                                          | —                        | 1                        | 9                        | 1                        | —                        | 80                       | —                        | - Canada: Bạch kim - Úc: 3× Bạch kim                                                                                          |
| Beatles VI                                                                  | - Phát hành: 14 tháng 6 năm 1965 - Hãng đĩa: Parlophone (New Zealand), Capitol (Mỹ)                 | —                        | 1                        | 15                       | 1                        | —                        | —                        | —                        | - Canada: Vàng - Mỹ: Bạch kim                                                                                                 |
| Help! ‡                                                                     | - Phát hành: 6 tháng 6 năm 1965 - Hãng đĩa: Parlophone (L.H. Anh)                                   | 1                        | —                        | 1                        | —                        | —                        | 5                        | 1                        | - L.H. Anh: Bạch kim - Úc: Vàng                                                                                               |
| Help!                                                                       | - Phát hành: 13 tháng 8 năm 1965 - Hãng đĩa: Capitol (Mỹ)                                           | —                        | 1                        | —                        | 1                        | —                        | —                        | —                        | - Canada: 2× Bạch kim - Mỹ: 3× Bạch kim                                                                                       |
| Rubber Soul ‡                                                               | - Phát hành: 3 tháng 12 năm 1965 - Hãng đĩa: Parlophone (L.H. Anh)                                  | 1                        | –                        | 1                        | —                        | —                        | 5                        | 1                        | - L.H. Anh: Bạch kim - Đức: Vàng - Úc: Bạch kim                                                                               |
| Rubber Soul                                                                 | - Phát hành: 6 tháng 12 năm 1965 - Hãng đĩa: Capitol (Mỹ)                                           | —                        | 1                        | —                        | 1                        | —                        | —                        | —                        | - Canada: 2× Bạch kim - Mỹ: 6× Bạch kim                                                                                       |
| Yesterday and Today                                                         | - Phát hành: 20 tháng 6 năm 1966 - Hãng đĩa: Capitol (Mỹ)                                           | —                        | 1                        | 13                       | 1                        | —                        | —                        | —                        | - Canada: Bạch kim - Mỹ: 2× Bạch kim                                                                                          |
| Revolver ‡                                                                  | - Phát hành: 5 tháng 8 năm 1966 - Hãng đĩa: Parlophone (L.H. Anh)                                   | 1                        | —                        | 1                        | —                        | 14                       | 5                        | 1                        | - L.H. Anh: 2× Bạch kim - Úc: Bạch kim                                                                                        |
| Revolver                                                                    | - Phát hành: 8 tháng 8 năm 1966 - Hãng đĩa: Capitol (Mỹ)                                            | —                        | 1                        | —                        | 1                        | —                        | —                        | —                        | - Canada: 2× Bạch kim - Mỹ: 5× Bạch kim                                                                                       |
| Sgt. Pepper's Lonely Hearts Club Band ‡                                     | - Phát hành: 26 tháng 5 năm 1967 - Hãng đĩa: Parlophone (L.H. Anh), Capitol (Mỹ)                    | 1                        | 7                        | 1                        | 1                        | 1                        | 4                        | 1                        | - L.H. Anh: 17× Bạch kim - Canada: 8× Bạch kim - Đức: Bạch kim - Mỹ: Kim cương (11× Bạch kim) - Pháp: Vàng - Úc: 4× Bạch kim  |
| Magical Mystery Tour ‡                                                      | - Phát hành: 27 tháng 11 năm 1967 - Hãng đĩa: Parlophone (L.H. Anh), Capitol (Mỹ)                   | 31                       | —                        | 8                        | 1                        | 13                       | 2                        | 48                       | - L.H. Anh: Bạch kim - Canada: 4× Bạch kim - Mỹ: 6× Bạch kim - Úc: Bạch kim                                                   |
| The Beatles ("Album trắng") ‡                                               | - Phát hành: 22 tháng 11 năm 1968 - Hãng đĩa: Apple                                                 | 1                        | 1                        | 1                        | 1                        | 1                        | 1                        | 1                        | - L.H. Anh: 2× Bạch kim - Canada: 8× Bạch kim - Mỹ: Kim cương (24× Bạch kim) - Pháp: Vàng - Úc: 2× Bạch kim                   |
| Yellow Submarine ‡                                                          | - Phát hành: 13 tháng 1 năm 1969 - Hãng đĩa: Apple (L.H. Anh), Capitol (Mỹ)                         | 3                        | 1                        | 5                        | 2                        | 1                        | 4                        | 4                        | - L.H. Anh: Vàng - Canada: Vàng - Mỹ: Bạch kim                                                                                |
| Abbey Road ‡                                                                | - Phát hành: 26 tháng 9 năm 1969 - Hãng đĩa: Apple                                                  | 1                        | 1                        | 1                        | 1                        | 1                        | 1                        | 1                        | - L.H. Anh: 2× Bạch kim - Canada: Kim cương - Đức: Bạch kim - Mỹ: Kim cương (12× Bạch kim) - Pháp: Bạch kim - Úc: 3× Bạch kim |
| Let It Be ‡                                                                 | - Phát hành: 8 tháng 5 năm 1970 - Hãng đĩa: Apple                                                   | 1                        | 1                        | 4                        | 1                        | 1                        | 5                        | 1                        | - L.H. Anh: Vàng - Canada: 3× Bạch kim - Mỹ: 4× Bạch kim - Pháp: Vàng - Úc: Bạch kim                                          |
| "—" biểu thị không xếp hạng hoặc không được phát hành tại vùng lãnh thổ đó. | |                          |                          |                          |                          |                          |                          |                          | |

Ghi chú
1. ↑  Bảng gồm những album phòng thu phát hành ở vài quốc gia.
2. ↑  With the Beatles được phát hành tại Canada với tựa Beatlemania! With the Beatles và tại Pháp với tựa Les Beatles.[14]
3. 1 2 3 4  Ấn bản gốc phát hành ở Mỹ có một danh sách bài hát khác so với ấn bản tại Anh. Danh mục chính sử dụng ấn bản ở Anh.
4. 1 2 3  Album cũng chứa những bài hát của George Martin và dàn nhạc của ông.
5. ↑  Magical Mystery Tour là một album do Capitol phát hành ở Mỹ; lúc đầu nó giành vị trí thứ 31 tại Anh Quốc như là một sản phẩm nhập khẩu của Mỹ. Thay vào đó Parlophone đã xuất bản một EP kép. Sau đó Parlophone xuất bản album tại Anh vào ngày 19 tháng 11 năm 1976. Album không được xếp hạng tại Úc cho đến tháng 10 năm 1974.

### Album trực tiếp
| Tựa đề                                                                            | Phát hành                                                                         | Vị trí xếp hạng cao nhất | Vị trí xếp hạng cao nhất | Vị trí xếp hạng cao nhất | Vị trí xếp hạng cao nhất | Vị trí xếp hạng cao nhất | Vị trí xếp hạng cao nhất | Vị trí xếp hạng cao nhất | Vị trí xếp hạng cao nhất | Vị trí xếp hạng cao nhất | Vị trí xếp hạng cao nhất | Chứng nhận                                                                                            |
| Tựa đề                                                                            | Phát hành                                                                         | L.H. Anh                 | Áo                       | Canada                   | Đức                      | Hà Lan                   | Mỹ                       | Na Uy                    | New Zealand              | Thụy Điển                | Úc                       | Chứng nhận                                                                                            |
| --------------------------------------------------------------------------------- | --------------------------------------------------------------------------------- | ------------------------ | ------------------------ | ------------------------ | ------------------------ | ------------------------ | ------------------------ | ------------------------ | ------------------------ | ------------------------ | ------------------------ | --- |
| Live! at the Star-Club in Hamburg, Germany; 1962                                  | - Phát hành: 8 tháng 4 năm 1977 - Hãng đĩa: Lingasong (L.H. Anh), Bellaphon (Đức) | —                        | 12                       | —                        | 21                       | —                        | 111                      | 16                       | —                        | —                        | 24                       | |
| The Beatles at the Hollywood Bowl                                                 | - Phát hành: 4 tháng 5 năm 1977 - Hãng đĩa: Parlophone (L.H. Anh), Capitol (Mỹ)   | 1                        | 3                        | —                        | 10                       | —                        | 2                        | 4                        | 18                       | 17                       | 8                        | - L.H. Anh: Vàng - Canada: Bạch kim - Mỹ: Bạch kim                                                    |
| First Live Recordings                                                             | - Phát hành: 24 tháng 1 năm 1979 - Hãng đĩa: Pickwick (Mỹ/Canada)                 | —                        | —                        | —                        | —                        | —                        | —                        | —                        | —                        | —                        | —                        | |
| Live at the BBC                                                                   | - Phát hành: 30 tháng 11 năm 1994 - Hãng đĩa: Parlophone (L.H. Anh), Capitol (Mỹ) | 1                        | 6                        | 2                        | 10                       | 2                        | 3                        | —                        | 4                        | 4                        | 2                        | - L.H. Anh: 2× Bạch kim - Áo: Vàng - Canada: 8× Bạch kim - Đức: Vàng - Hà Lan: Vàng - Mỹ: 4× Bạch kim |
| On Air – Live at the BBC Volume 2                                                 | - Phát hành: 11 tháng 11 năm 2013 - Hãng đĩa: Apple, UMe                          | 12                       | 7                        | 7                        | 8                        | 6                        | 7                        | 9                        | 31                       | 36                       | 28                       | - L.H. Anh: Bạc - Canada: Bạch kim                                                                    |
| "—" biểu thị album không xếp hạng hoặc không được phát hành tại vùng lãnh thổ đó. |                                                                                   |                          |                          |                          |                          |                          |                          |                          |                          |                          |                          | |

Ghi chú
1. ↑  The Beatles at the Hollywood Bowl được tái phát hành vào ngày 9 tháng 9 năm 2016 với tựa Live at the Hollywood Bowl.

### Album tổng hợp
| Tựa đề                                                                                         | Phát hành                                                                                             | Vị trí xếp hạng cao nhất | Vị trí xếp hạng cao nhất | Vị trí xếp hạng cao nhất | Vị trí xếp hạng cao nhất | Vị trí xếp hạng cao nhất | Vị trí xếp hạng cao nhất | Vị trí xếp hạng cao nhất | Vị trí xếp hạng cao nhất | Vị trí xếp hạng cao nhất | Vị trí xếp hạng cao nhất | Chứng nhận |
| Tựa đề                                                                                         | Phát hành                                                                                             | L.H. Anh                 | Áo                       | Canada                   | Đức                      | Mỹ                       | Na Uy                    | New Zealand              | Pháp                     | Thụy Điển                | Úc                       | Chứng nhận |
| ---------------------------------------------------------------------------------------------- | --- | ------------------------ | ------------------------ | ------------------------ | ------------------------ | ------------------------ | ------------------------ | ------------------------ | ------------------------ | ------------------------ | ------------------------ | --- |
| My Bonnie (với Tony Sheridan)                                                                  | - Phát hành: 5 tháng 1 năm 1962 - Hãng đĩa: Polydor (Đức)                                             | —                        | —                        | —                        | —                        | —                        | —                        | —                        | —                        | —                        | —                        | |
| The Beatles with Tony Sheridan and Their Guests (với Tony Sheridan và the Titans)              | - Phát hành: 3 tháng 2 năm 1964 - Hãng đĩa: MGM (Mỹ)                                                  | —                        | —                        | —                        | —                        | 68                       | —                        | —                        | —                        | —                        | —                        | |
| Jolly What! (với Frank Ifield)                                                                 | - Phát hành: 26 tháng 2 năm 1964 - Hãng đĩa: Vee-Jay (Mỹ)                                             | —                        | —                        | —                        | —                        | 103                      | —                        | —                        | —                        | —                        | —                        | |
| The Beatles Beat                                                                               | - Phát hành: 15 tháng 4 năm 1964 - Hãng đĩa: Odeon (Đức)                                              | —                        | —                        | —                        | 6                        | —                        | —                        | —                        | —                        | —                        | —                        | |
| Ain't She Sweet (với Tony Sheridan và the Swallows)                                            | - Phát hành: 5 tháng 10 năm 1964 - Hãng đĩa: Atco (Mỹ)                                                | —                        | —                        | —                        | —                        | —                        | —                        | —                        | —                        | —                        | —                        | |
| The Beatles vs the Four Seasons (với the Four Seasons)                                         | - Phát hành: tháng 10 năm 1964 - Hãng đĩa: Vee-Jay (Mỹ)                                               | —                        | —                        | —                        | —                        | 142                      | —                        | —                        | —                        | —                        | —                        | |
| The Beatles' Story                                                                             | - Phát hành: 23 tháng 11 năm 1964 - Hãng đĩa: Capitol (Mỹ)                                            | —                        | —                        | —                        | —                        | 7                        | —                        | —                        | —                        | —                        | —                        | - Mỹ: Vàng |
| The Early Beatles                                                                              | - Phát hành: 22 tháng 3 năm 1965 - Hãng đĩa: Capitol (Mỹ)                                             | —                        | —                        | —                        | —                        | 43                       | —                        | —                        | —                        | —                        | —                        | - Canada: Bạch kim - Mỹ: Bạch kim |
| The Beatles                                                                                    | - Phát hành: tháng 4 năm 1965 - Hãng đĩa: Amiga (Đức)                                                 | —                        | —                        | —                        | —                        | —                        | —                        | —                        | —                        | —                        | —                        | |
| The Beatles' Greatest                                                                          | - Phát hành: 18 tháng 6 năm 1965 - Hãng đĩa: Odeon (Đức)                                              | —                        | —                        | —                        | 38                       | —                        | —                        | —                        | —                        | —                        | —                        | |
| The Beatles in Italy                                                                           | - Phát hành: 13 tháng 7 năm 1965 - Hãng đĩa: Parlophone (Ý)                                           | —                        | —                        | —                        | —                        | —                        | —                        | —                        | —                        | —                        | —                        | |
| Dans Leurs 14 Plus Grands Succès                                                               | - Phát hành: 1 tháng 9 năm 1965 - Hãng đĩa: Odeon (Pháp)                                              | —                        | —                        | —                        | —                        | —                        | —                        | —                        | 80                       | —                        | —                        | |
| Los Beatles                                                                                    | - Phát hành: 19 tháng 11 năm 1965 - Hãng đĩa: Odeon (Argentina)                                       | —                        | —                        | —                        | —                        | —                        | —                        | —                        | —                        | —                        | —                        | |
| Greatest Hits Volume 1                                                                         | - Phát hành: 7 tháng 6 năm 1966 - Hãng đĩa: Parlophone (Úc)                                           | —                        | —                        | —                        | —                        | —                        | —                        | —                        | —                        | —                        | 11                       | |
| A Collection of Beatles Oldies                                                                 | - Phát hành: 9 tháng 12 năm 1966 - Hãng đĩa: Parlophone (L.H. Anh)                                    | 7                        | —                        | —                        | —                        | —                        | 12                       | —                        | 5                        | —                        | 7                        | |
| Greatest Hits Volume 2                                                                         | - Phát hành: 16 tháng 2 năm 1967 - Hãng đĩa: Parlophone (Úc)                                          | —                        | —                        | —                        | —                        | —                        | —                        | —                        | —                        | —                        | 9                        | |
| The Beatles' First (với Tony Sheridan)                                                         | - Phát hành: 4 tháng 8 năm 1967 - Hãng đĩa: Polydor (L.H. Anh)                                        | —                        | —                        | —                        | —                        | —                        | —                        | —                        | 7                        | —                        | —                        | - Pháp: Vàng |
| Very Together (với Tony Sheridan)                                                              | - Phát hành: 4 tháng 11 năm 1969 - Hãng đĩa: Polydor (Canada)                                         | —                        | —                        | —                        | —                        | —                        | —                        | —                        | —                        | —                        | —                        | |
| Hey Jude                                                                                       | - Phát hành: 26 tháng 2 năm 1970 - Hãng đĩa: Parlophone (L.H. Anh), Capitol (Mỹ)                      | —                        | —                        | 2                        | —                        | 2                        | —                        | —                        | 11                       | —                        | 1                        | - Canada: 4× Bạch kim - Mỹ: 3× Bạch kim |
| In the Beginning (Circa 1960) (với Tony Sheridan)                                              | - Phát hành: 4 tháng 5 năm 1970 - Hãng đĩa: Polydor (Mỹ)                                              | —                        | —                        | —                        | —                        | 117                      | —                        | —                        | —                        | —                        | —                        | |
| From Then to You                                                                               | - Phát hành: 18 tháng 12 năm 1970 - Hãng đĩa: Parlophone (L.H. Anh), Capitol (Mỹ)                     | —                        | —                        | —                        | —                        | —                        | —                        | —                        | —                        | —                        | —                        | |
| Por Siempre Beatles                                                                            | - Phát hành: 8 tháng 10 năm 1971 - Hãng đĩa: Odeon (Argentina)                                        | —                        | —                        | —                        | —                        | —                        | —                        | —                        | —                        | —                        | —                        | |
| The Essential Beatles                                                                          | - Phát hành: 2 tháng 2 năm 1972 - Hãng đĩa: Apple (Úc/New Zealand)                                    | —                        | —                        | —                        | —                        | —                        | —                        | —                        | —                        | —                        | 10                       | |
| 1962–1966 ("Album đỏ")                                                                         | - Phát hành: 2 tháng 4 năm 1973 - Hãng đĩa: Parlophone (L.H. Anh), Capitol (Mỹ)                       | 3                        | 1                        | 38                       | 2                        | 3                        | 1                        | 5                        | 1                        | 22                       | 9                        | - L.H. Anh: Bạch kim - Áo: 3× Bạch kim - Canada: Kim cương - Đức: 4× Bạch kim - Mỹ: Kim cương (15× Bạch kim) - Pháp: Bạch kim                                                                         |
| 1967–1970 ("Album xanh")                                                                       | - Phát hành: 2 tháng 4 năm 1973 - Hãng đĩa: Parlophone (L.H. Anh), Capitol (Mỹ)                       | 2                        | 1                        | 42                       | 2                        | 1                        | 2                        | 4                        | 1                        | 23                       | 8                        | - L.H. Anh: Bạch kim - Áo: 3× Bạch kim - Canada: Kim cương - Đức: 3× Bạch kim - Mỹ: Kim cương (17× Bạch kim) - Na Uy: Vàng - Pháp: 2× Bạch kim                                                        |
| Rock 'n' Roll Music                                                                            | - Phát hành: 7 tháng 6 năm 1976 - Hãng đĩa: Parlophone (L.H. Anh), Capitol (Mỹ)                       | 11                       | 6                        | 2                        | 10                       | 2                        | 8                        | 2                        | 3                        | 18                       | 4                        | - L.H. Anh: Vàng - Mỹ: Bạch kim - Pháp: Vàng |
| Love Songs                                                                                     | - Phát hành: 21 tháng 10 năm 1977 - Hãng đĩa: Parlophone (L.H. Anh), Capitol (Mỹ)                     | 7                        | —                        | 18                       | —                        | 24                       | 20                       | 3                        | 11                       | —                        | 59                       | - L.H. Anh: Bạc - Canada: Bạch kim - Mỹ: 3× Bạch kim |
| Rarities                                                                                       | - Phát hành: 2 tháng 12 năm 1978 - Hãng đĩa: Parlophone (L.H. Anh)                                    | 71                       | —                        | —                        | —                        | —                        | —                        | —                        | —                        | —                        | —                        | - L.H. Anh: Bạc |
| 20 Golden Hits                                                                                 | - Phát hành: 1979 - Hãng đĩa: Odeon (Đức)                                                             | —                        | 7                        | —                        | 4                        | —                        | —                        | —                        | —                        | —                        | —                        | |
| Rarities                                                                                       | - Phát hành: 24 tháng 3 năm 1980 - Hãng đĩa: Capitol (Mỹ)                                             | —                        | —                        | 26                       | —                        | 21                       | —                        | 43                       | —                        | —                        | 27                       | - Canada: Vàng - Mỹ: Vàng |
| The Beatles Ballads                                                                            | - Phát hành: 13 tháng 10 năm 1980 - Hãng đĩa: Parlophone (L.H. Anh), Capitol (Canada)                 | 17                       | —                        | 69                       | —                        | —                        | —                        | 2                        | —                        | —                        | 1                        | - L.H. Anh: Vàng - Canada: Vàng |
| Rock 'n' Roll Music, Volume One                                                                | - Phát hành: 24 tháng 10 năm 1980 - Hãng đĩa: Parlophone (L.H. Anh), Axis (New Zealand), Capitol (Mỹ) | —                        | —                        | —                        | —                        | —                        | —                        | —                        | —                        | —                        | —                        | - Canada: 2× Bạch kim - Mỹ: Bạch kim |
| Rock 'n' Roll Music, Volume Two                                                                | - Phát hành: 24 tháng 10 năm 1980 - Hãng đĩa: Parlophone (L.H. Anh), Axis (New Zealand), Capitol (Mỹ) | —                        | —                        | —                        | —                        | —                        | —                        | —                        | —                        | —                        | —                        | - Canada: 2× Bạch kim - Mỹ: Bạch kim |
| The Beatles 1967–1970                                                                          | - Phát hành: 1980 - Hãng đĩa: Amiga (Đức)                                                             | —                        | —                        | —                        | —                        | —                        | —                        | —                        | —                        | —                        | —                        | |
| The Beatles                                                                                    | - Phát hành: tháng 1 năm 1982 - Hãng đĩa: Amiga (Đức)                                                 | —                        | —                        | —                        | —                        | —                        | —                        | —                        | —                        | —                        | —                        | |
| Reel Music                                                                                     | - Phát hành: 22 tháng 3 năm 1982 - Hãng đĩa: Parlophone (L.H. Anh), Capitol (Mỹ)                      | 56                       | —                        | 19                       | —                        | 19                       | —                        | —                        | —                        | —                        | 26                       | - Canada: Vàng - Mỹ: Vàng |
| 20 Greatest Hits                                                                               | - Phát hành: 11 tháng 10 năm 1982 - Hãng đĩa: Parlophone (L.H. Anh), Capitol (Mỹ)                     | 10                       | —                        | 50                       | —                        | 50                       | —                        | 4                        | —                        | —                        | 52                       | - Mỹ: 2× Bạch kim |
| The Number Ones                                                                                | - Phát hành: 13 tháng 5 năm 1983 - Hãng đĩa: EMI (Úc)                                                 | —                        | —                        | —                        | —                        | —                        | —                        | —                        | —                        | —                        | 1                        | |
| The Early Tapes of the Beatles (với Tony Sheridan)                                             | - Phát hành: 10 tháng 12 năm 1984 - Hãng đĩa: Polydor (L.H. Anh)                                      | —                        | —                        | —                        | —                        | —                        | —                        | —                        | —                        | —                        | —                        | |
| Past Masters, Volume One                                                                       | - Phát hành: 7 tháng 3 năm 1988 - Hãng đĩa: Parlophone (L.H. Anh), Capitol (Mỹ)                       | 49                       | —                        | —                        | —                        | 149                      | —                        | —                        | 21                       | —                        | 79                       | - L.H. Anh: Vàng - Mỹ: Bạch kim - New Zealand: Vàng |
| Past Masters, Volume Two                                                                       | - Phát hành: 7 tháng 3 năm 1988 - Hãng đĩa: Parlophone (L.H. Anh), Capitol (Mỹ)                       | 46                       | —                        | —                        | —                        | 121                      | —                        | —                        | 15                       | —                        | 75                       | - L.H. Anh: Vàng - Mỹ: Bạch kim - New Zealand: Vàng |
| Past Masters, Volumes One & Two                                                                | - Phát hành: 24 tháng 10 năm 1988 - Hãng đĩa: Parlophone (L.H. Anh), Capitol (Mỹ)                     | —                        | —                        | —                        | —                        | —                        | —                        | —                        | —                        | —                        | —                        | |
| Anthology 1                                                                                    | - Phát hành: 21 tháng 11 năm 1995 - Hãng đĩa: Parlophone (L.H. Anh), Capitol (Mỹ)                     | 2                        | 4                        | 1                        | 1                        | 1                        | 5                        | 1                        | 1                        | 2                        | 1                        | - L.H. Anh: 2× Bạch kim - Áo: Vàng - Canada: 9× Bạch kim - Đức: Vàng - Mỹ: 8× Bạch kim - Na Uy: Vàng                                                                                                  |
| Anthology 2                                                                                    | - Phát hành: 18 tháng 3 năm 1996 - Hãng đĩa: Parlophone (L.H. Anh), Capitol (Mỹ)                      | 1                        | 9                        | 3                        | 4                        | 1                        | 5                        | 3                        | 2                        | 2                        | 2                        | - L.H. Anh: Bạch kim - Canada: 4× Bạch kim - Mỹ: 4× Bạch kim - Pháp: Vàng |
| Anthology 3                                                                                    | - Phát hành: 28 tháng 10 năm 1996 - Hãng đĩa: Parlophone (L.H. Anh), Capitol (Mỹ)                     | 4                        | 15                       | 3                        | 9                        | 1                        | 13                       | 10                       | 9                        | 5                        | 3                        | - L.H. Anh: Vàng - Canada: 2× Bạch kim - Mỹ: 3× Bạch kim |
| Yellow Submarine Songtrack                                                                     | - Phát hành: 13 tháng 9 năm 1999 - Hãng đĩa: Parlophone (L.H. Anh), Capitol (Mỹ)                      | 8                        | 8                        | 12                       | 11                       | 15                       | 1                        | —                        | 31                       | 22                       | —                        | - L.H. Anh: Vàng - Mỹ: Vàng |
| 1                                                                                              | - Phát hành: 13 tháng 11 năm 2000 - Hãng đĩa: Parlophone (L.H. Anh), Capitol (Mỹ)                     | 1                        | 1                        | 1                        | 1                        | 1                        | 1                        | 1                        | 10                       | 1                        | 1                        | - L.H. Anh: 11× Bạch kim - Áo: 3× Bạch kim - Canada: Kim cương - Đức: 11× Vàng - Mỹ: Kim cương (11× Bạch kim) - Na Uy: 3× Bạch kim - New Zealand: 15× Bạch kim - Pháp: 2× Bạch kim - Úc: 10× Bạch kim |
| Beatles Bop – Hamburg Days (with Tony Sheridan)                                                | - Phát hành: 6 tháng 11 năm 2001 - Hãng đĩa: Bear Family (Đức)                                        | —                        | —                        | —                        | —                        | —                        | —                        | —                        | —                        | —                        | —                        | |
| Let It Be... Naked                                                                             | - Phát hành: 17 tháng 11 năm 2003 - Hãng đĩa: Parlophone (L.H. Anh), Capitol (Mỹ)                     | 7                        | 8                        | 8                        | 13                       | 5                        | 6                        | 23                       | 14                       | 2                        | 11                       | - L.H. Anh: Vàng - Đức: Vàng - Mỹ: Bạch kim - Úc: Vàng |
| Past Masters                                                                                   | - Phát hành: 9 tháng 9 năm 2009 - Hãng đĩa: Parlophone (L.H. Anh), Capitol (Mỹ)                       | 31                       | 40                       | —                        | 61                       | —                        | —                        | 33                       | —                        | 36                       | 34                       | - Canada: Vàng |
| Anthology Highlights                                                                           | - Phát hành: 16 tháng 11 năm 2010 - Hãng đĩa: Apple, EMI                                              | —                        | —                        | —                        | —                        | —                        | —                        | —                        | —                        | —                        | —                        | |
| Tomorrow Never Knows                                                                           | - Phát hành: 24 tháng 7 năm 2012 - Hãng đĩa: Apple, EMI                                               | 44                       | 34                       | 15                       | —                        | 24                       | 22                       | 37                       | —                        | —                        | 34                       | |
| I Saw Her Standing There                                                                       | - Phát hành: 15 tháng 4 năm 2013 - Hãng đĩa: Rock Melon                                               | —                        | —                        | —                        | —                        | —                        | —                        | —                        | —                        | —                        | —                        | |
| The Beatles Bootleg Recordings 1963                                                            | - Phát hành: 17 tháng 12 năm 2013 - Hãng đĩa: Apple, UMe                                              | —                        | —                        | —                        | —                        | 172                      | —                        | —                        | —                        | —                        | —                        | |
| Mono Masters                                                                                   | - Phát hành: 9 tháng 9 năm 2014 - Hãng đĩa: Parlophone (L.H. Anh), Capitol (Mỹ)                       |                          |                          |                          |                          |                          |                          |                          |                          |                          |                          | |
| "—" biểu thị album không được phát hành hoặc không có mặt trên bảng xếp hạng tại quốc gia này. | |                          |                          |                          |                          |                          |                          |                          |                          |                          |                          | |

Ghi chú
1. ↑  The Beatles vs the Four Seasons là một gói sản phẩm tái phát hành của Introducing... The Beatles và Golden Hits of the Four Seasons.
2. ↑  From Then to You có tựa là The Beatles' Christmas Album tại Mỹ.
3. 1 2 3 4  Past Masters lúc đầu được phát hành thành hai đĩa CD riêng vào ngày 7 tháng 3 năm 1988, trong đó một bộ đĩa vinyl có 2 LP kết hợp với hai tuyển tập ra mắt sau vào ngày 24  tháng 10 năm 1988 tại Mỹ và 10 tháng 11 năm 1988 tại Anh Quốc. Bộ đĩa trên được phát hành trên CD vào ngày 9 tháng 9 năm 2009.
4. ↑  Album còn có chứa một ca khúc của George Martin cùng dàn nhạc của ông.
5. ↑  Dù lúc đầu được phát hành trong bộ box set năm 2009 The Beatles in Mono. Đĩa được phát hành riêng thành 2 CD hoặc 3 LP vào ngày 9 tháng 9 năm 2014 tại Anh Quốc và ngày kế tiếp tại Mỹ.

### Album mash-up
| Tựa đề                                                                                         | Phát hành                                                                         | Vị trí xếp hạng cao nhất | Vị trí xếp hạng cao nhất | Vị trí xếp hạng cao nhất | Vị trí xếp hạng cao nhất | Vị trí xếp hạng cao nhất | Vị trí xếp hạng cao nhất | Vị trí xếp hạng cao nhất | Vị trí xếp hạng cao nhất | Vị trí xếp hạng cao nhất | Vị trí xếp hạng cao nhất | Chứng nhận |
| Tựa đề                                                                                         | Phát hành                                                                         | L.H. Anh                 | Áo                       | Canada                   | Đức                      | Mỹ                       | Na Uy                    | New Zealand              | Pháp                     | Thụy Điển                | Úc                       | Chứng nhận |
| ---------------------------------------------------------------------------------------------- | --------------------------------------------------------------------------------- | ------------------------ | ------------------------ | ------------------------ | ------------------------ | ------------------------ | ------------------------ | ------------------------ | ------------------------ | ------------------------ | ------------------------ | --- |
| Liverpool Sound Collage (với Paul McCartney, Super Furry Animals và Youth)                     | - Phát hành: 21 tháng 8 năm 2000 - Hãng đĩa: Hydra (L.H. Anh), Capitol (Mỹ)       | —                        | —                        | —                        | —                        | —                        | —                        | —                        | —                        | —                        | —                        | |
| Love                                                                                           | - Phát hành: 20 tháng 11 năm 2006 - Hãng đĩa: Parlophone (L.H. Anh), Capitol (Mỹ) | 3                        | 3                        | 1                        | 2                        | 4                        | 8                        | 2                        | 1                        | 2                        | 2                        | - L.H. Anh: 2× Bạch kim - Canada: 2× Bạch kim - Đức: 3× Bạch kim - Mỹ: 2× Bạch kim - Pháp: Bạch kim - Úc: 2× Bạch kim |
| "—" biểu thị album không được phát hành hoặc không có mặt trên bảng xếp hạng tại quốc gia này. |                                                                                   |                          |                          |                          |                          |                          |                          |                          |                          |                          |                          | |

### Album Giáng Sinh
| Tựa đề                                                                      | Phát hành                                                            | Chú giải                                                                                      |
| --------------------------------------------------------------------------- | -------------------------------------------------------------------- | --------------------------------------------------------------------------------------------- |
| The Beatles' Christmas Record                                               | - Phát hành: 6 tháng 12 năm 1963 - Hãng đĩa: Lyntone, LYN 492        | - Thu âm: 17 tháng 10 năm 1963 - Tác giả: Tony Barrow - Nhà sản xuất: Tony Barrow             |
| Another Beatles Christmas Record                                            | - Phát hành: 18 tháng 12 năm 1964 - Hãng đĩa: Lyntone, LYN 757       | - Thu âm: 26 tháng 10 năm 1964 - Tác giả: Tony Barrow - Nhà sản xuất: Tony Barrow             |
| The Beatles' Third Christmas Record                                         | - Phát hành: 17 tháng 12 năm 1965 - Hãng đĩa: Lyntone, LYN 948       | - Thu âm: 8 tháng 12 năm 1965 - Tác giả: Tony Barrow, The Beatles - Nhà sản xuất: Tony Barrow |
| The Beatles' Fourth Christmas Record – Pantomime: Everywhere It's Christmas | - Phát hành: 16 tháng 12 năm 1966 - Hãng đĩa: Lyntone, LYN 1145      | - Thu âm: 25 tháng 11 năm 1966 - Tác giả: The Beatles - Nhà sản xuất: George Martin           |
| Christmas Time Is Here Again!                                               | - Phát hành: 15 tháng 12 năm 1967 - Hãng đĩa: Lyntone, LYN 1360      | - Thu âm: 28 tháng 11 năm 1967 - Tác giả: The Beatles - Nhà sản xuất: George Martin           |
| The Beatles' 1968 Christmas Record                                          | - Phát hành: 20 tháng 12 năm 1968 - Hãng đĩa: Lyntone, LYN 1743/4    | - Thu âm: Tháng 11 - Tháng 12 năm 1968 - Tác giả: The Beatles - Nhà sản xuất: Kenny Everett   |
| The Beatles' Seventh Christmas Record: Happy Christmas 1969                 | - Phát hành: 19 tháng 12 năm 1969 - Hãng đĩa: Lyntone, LYN 1970/1971 | - Thu âm: Tháng 11 - Tháng 12 năm 1969 - Tác giả: The Beatles - Nhà sản xuất: Kenny Everett   |

### Box set
| Tựa đề                                                                                           | Phát hành                                                                         | Vị trí xếp hạng cao nhất | Vị trí xếp hạng cao nhất | Vị trí xếp hạng cao nhất | Vị trí xếp hạng cao nhất | Vị trí xếp hạng cao nhất | Vị trí xếp hạng cao nhất | Vị trí xếp hạng cao nhất | Vị trí xếp hạng cao nhất | Vị trí xếp hạng cao nhất | Vị trí xếp hạng cao nhất | Chứng nhận                            |
| Tựa đề                                                                                           | Phát hành                                                                         | L.H. Anh                 | Áo                       | Canada                   | Đức                      | Mỹ                       | Na Uy                    | New Zealand              | Pháp                     | Thụy Điển                | Úc                       | Chứng nhận                            |
| ------------------------------------------------------------------------------------------------ | --------------------------------------------------------------------------------- | ------------------------ | ------------------------ | ------------------------ | ------------------------ | ------------------------ | ------------------------ | ------------------------ | ------------------------ | ------------------------ | ------------------------ | ------------------------------------- |
| The Beatles Collection                                                                           | - Phát hành: 2 tháng 11 năm 1978 - Hãng đĩa: Parlophone (L.H. Anh), Capitol (Mỹ)  | —                        | —                        | —                        | —                        | —                        | —                        | 11                       | —                        | —                        | 33                       | - Canada: Bạch kim                    |
| The Beatles Box                                                                                  | - Phát hành: 3 tháng 11 năm 1980 - Hãng đĩa: Parlophone (L.H. Anh)                | —                        | —                        | —                        | —                        | —                        | —                        | —                        | —                        | —                        | —                        | - Úc: Vàng                            |
| The Beatles EP Collection                                                                        | - Phát hành: 7 tháng 12 năm 1981 - Hãng đĩa: Parlophone (L.H. Anh)                | —                        | —                        | —                        | —                        | —                        | —                        | —                        | —                        | —                        | —                        |                                       |
| The Beatles: The Collection                                                                      | - Phát hành: tháng 10 năm 1982 - Hãng đĩa: Parlophone (L.H. Anh)                  | —                        | —                        | —                        | —                        | —                        | —                        | —                        | —                        | —                        | —                        |                                       |
| The Beatles Mono Collection                                                                      | - Phát hành: tháng 10 năm 1982 - Hãng đĩa: Parlophone (L.H. Anh)                  | —                        | —                        | —                        | —                        | —                        | —                        | —                        | —                        | —                        | —                        |                                       |
| The Beatles Box Set                                                                              | - Phát hành: 15 tháng 11 năm 1988 - Hãng đĩa: Parlophone (L.H. Anh), Capitol (Mỹ) | —                        | —                        | —                        | —                        | —                        | —                        | —                        | —                        | —                        | 82                       | - Mỹ: Bạch kim                        |
| The Capitol Albums, Volume 1                                                                     | - Phát hành: 16 tháng 11 năm 2004 - Hãng đĩa: Capitol (Mỹ)                        | —                        | —                        | —                        | 80                       | 35                       | —                        | —                        | —                        | —                        | —                        | - Mỹ: Bạch kim                        |
| The Capitol Albums, Volume 2                                                                     | - Phát hành: 11 tháng 4 năm 2006 - Hãng đĩa: Capitol (Mỹ)                         | —                        | —                        | —                        | —                        | 46                       | —                        | —                        | —                        | —                        | —                        | - Mỹ: Vàng                            |
| The Beatles in Mono                                                                              | - Phát hành: 9 tháng 9 năm 2009 - Hãng đĩa: Parlophone (L.H. Anh), Capitol (Mỹ)   | 57                       | —                        | 47                       | 3                        | 40                       | —                        | —                        | —                        | 15                       | —                        | - Canada: Bạch kim - Mỹ: Bạch kim     |
| The Beatles (The Original Studio Recordings)                                                     | - Phát hành: 9 tháng 9 năm 2009 - Hãng đĩa: Parlophone (L.H. Anh), Capitol (Mỹ)   | 24                       | 58                       | 4                        | —                        | 15                       | 3                        | 22                       | —                        | 15                       | 23                       | - Canada: Kim cương - Mỹ: 3× Bạch kim |
| 1962–1966 / 1967–1970                                                                            | - Phát hành: 15 tháng 10 năm 2010 - Hãng đĩa: Apple, EMI                          | 59                       | —                        | —                        | 29                       | —                        | 38                       | 35                       | —                        | —                        | —                        | - Canada: Vàng                        |
| Anthology Box Set                                                                                | - Phát hành: 16 tháng 11 năm 2010 - Hãng đĩa: Apple, EMI                          | —                        | —                        | —                        | —                        | —                        | —                        | —                        | —                        | —                        | —                        |                                       |
| Live at the BBC: The Collection                                                                  | - Phát hành: 11 tháng 11 năm 2013 - Hãng đĩa: Apple, UMe                          | —                        | —                        | —                        | —                        | —                        | —                        | —                        | —                        | —                        | —                        | - L.H. Anh: Bạc - Canada: Bạch kim    |
| The U.S. Albums                                                                                  | - Phát hành: 21 tháng 1 năm 2014 - Hãng đĩa: Apple, Capitol, UMe                  | —                        | —                        | —                        | 29                       | 48                       | —                        | —                        | —                        | —                        | —                        |                                       |
| The Japan Box                                                                                    | - Phát hành: 25 tháng 6 năm 2014 - Hãng đĩa: Apple, UMe                           | —                        | —                        | —                        | 83                       | —                        | —                        | —                        | —                        | —                        | —                        |                                       |
| The Christmas Records                                                                            | - Phát hành: 15 tháng 12 năm 2017 - Hãng đĩa: Apple, UMe                          | –                        | –                        | –                        | –                        | –                        | –                        | –                        | –                        | –                        | –                        |                                       |
| "—" biểu thị box set không được phát hành hoặc không có mặt trên bảng xếp hạng tại quốc gia này. |                                                                                   |                          |                          |                          |                          |                          |                          |                          |                          |                          |                          |                                       |

Ghi chú
1. 1 2 3 4 5 6 7 8  Bộ đĩa chứa các bài hát của George Martin cùng dàn nhạc của ông.
2. ↑  The Beatles EP Collection là một bộ box set gồm 15 đĩa với 13 đĩa EP gốc do hãng Parlophone tại Anh Quốc – EP Magical Mystery Tour có cả định dạng mono và stereo – và một đĩa mới có tựa là The Beatles EP, gồm những bản trộn âm stereo của các ca khúc "The Inner Light", "Baby, You're a Rich Man", "She's a Woman" và "This Boy".
3. ↑  The Beatles in Mono chứa album độc quyền Mono Masters.

## EP
| Album                                                                          | Phát hành                                                                | Vị trí cao nhất | Vị trí cao nhất | Vị trí cao nhất |
| Album                                                                          | Phát hành                                                                | L.H. Anh        | Mỹ              | Úc              |
| ------------------------------------------------------------------------------ | ------------------------------------------------------------------------ | --------------- | --------------- | --------------- |
| My Bonnie (cùng Tony Sheridan)                                                 | - Phát hành: 12 tháng 6 năm 1963 - Hãng đĩa: Polydor (L.H. Anh)          | —               | —               | —               |
| Twist and Shout                                                                | - Phát hành: 12 tháng 7 năm 1963 - Hãng đĩa: Parlophone (L.H. Anh)       | 1               | —               | 5               |
| The Beatles' Hits                                                              | - Phát hành: 6 tháng 9 năm 1963 - Hãng đĩa: Parlophone (L.H. Anh)        | 1               | —               | 52              |
| The Beatles (No. 1)                                                            | - Phát hành: 1 tháng 11 năm 1963 - Hãng đĩa: Parlophone (L.H. Anh)       | 2               | —               | 79              |
| All My Loving                                                                  | - Phát hành: 7 tháng 2 năm 1964 - Hãng đĩa: Parlophone (L.H. Anh)        | 1               | —               | 1               |
| Souvenir of Their Visit to America                                             | - Phát hành: 23 tháng 3 năm 1964 - Hãng đĩa: Vee-Jay (Mỹ)                | —               | —               | —               |
| Four by the Beatles                                                            | - Phát hành: 11 tháng 5 năm 1964 - Hãng đĩa: Capitol (Mỹ)                | —               | 92              | —               |
| Requests                                                                       | - Phát hành: 18 tháng 6 năm 1964 - Hãng đĩa: Parlophone (Úc/New Zealand) | —               | —               | —               |
| Long Tall Sally                                                                | - Phát hành: 19 tháng 6 năm 1964 - Hãng đĩa: Parlophone (L.H. Anh)       | 1               | —               | —               |
| Beatles Again!                                                                 | - Phát hành: Tháng 7 năm 1964 - Hãng đĩa: Parlophone (L.H. Anh)          | —               | —               | —               |
| Hard Day's Night No. 1                                                         | - Phát hành: Tháng 7 năm 1964 - Hãng đĩa: Parlophone (New Zealand)       | —               | —               | —               |
| Beatles No. 2                                                                  | - Phát hành: Tháng 7 năm 1964 - Hãng đĩa: Parlophone (New Zealand)       | —               | —               | —               |
| Extracts from the Film A Hard Day's Night                                      | - Phát hành: 4 tháng 11 năm 1964 - Hãng đĩa: Parlophone (New Zealand)    | 1               | —               | —               |
| Extracts from the Album A Hard Day's Night                                     | - Phát hành: 6 tháng 11 năm 1964 - Hãng đĩa: Parlophone (New Zealand)    | 8               | —               | —               |
| 4-by the Beatles                                                               | - Phát hành: 1 tháng 4 năm 1965 - Hãng đĩa: Capitol (Mỹ)                 | —               | 68              | —               |
| Beatles for Sale                                                               | - Phát hành: 6 tháng 4 năm 1965 - Hãng đĩa: Parlophone (L.H. Anh)        | 1               | —               | —               |
| Beatles for Sale (No. 2)                                                       | - Phát hành: 4 tháng 6 năm 1965 - Hãng đĩa: Parlophone (L.H. Anh)        | 5               | —               | —               |
| The Beatles' Million Sellers                                                   | - Phát hành: 6 tháng 12 năm 1965 - Hãng đĩa: Parlophone (L.H. Anh)       | 1               | —               | —               |
| Yesterday                                                                      | - Phát hành: 4 tháng 3 năm 1966 - Hãng đĩa: Parlophone (L.H. Anh)        | 1               | —               | —               |
| Nowhere Man                                                                    | - Phát hành: 8 tháng 7 năm 1966 - Hãng đĩa: Parlophone (L.H. Anh)        | 4               | —               | —               |
| Magical Mystery Tour                                                           | - Phát hành: 8 tháng 12 năm 1967 - Hãng đĩa: Parlophone (L.H. Anh)       | 2               | —               | 3               |
| "—" biểu thị EP không được xếp hạng hoặc không được phát hành tại quốc gia này |                                                                          |                 |                 |                 |

## Đĩa đơn
| Tựa đề (Mặt A/Mặt B)                                                                                            | Phát hành | Vị trí xếp hạng cao nhất | Vị trí xếp hạng cao nhất | Vị trí xếp hạng cao nhất | Vị trí xếp hạng cao nhất | Vị trí xếp hạng cao nhất | Vị trí xếp hạng cao nhất | Vị trí xếp hạng cao nhất | Vị trí xếp hạng cao nhất | Vị trí xếp hạng cao nhất | Vị trí xếp hạng cao nhất | Vị trí xếp hạng cao nhất | Vị trí xếp hạng cao nhất | Chứng nhận                 | Album tại L.H. Anh                                          | Album tại Mỹ                                                                               |
| Tựa đề (Mặt A/Mặt B)                                                                                            | Phát hành | L.H. Anh                 | Áo                       | Bỉ                       | Canada                   | Đức                      | Hà Lan                   | Mỹ                       | Cash Box                 | Na Uy                    | New Zealand              | Thụy Sĩ                  | Úc                       | Chứng nhận                 | Album tại L.H. Anh                                          | Album tại Mỹ                                                                               |
| --- | --------- | ------------------------ | ------------------------ | ------------------------ | ------------------------ | ------------------------ | ------------------------ | ------------------------ | ------------------------ | ------------------------ | ------------------------ | ------------------------ | ------------------------ | -------------------------- | ----------------------------------------------------------- | ------------------------------------------------------------------------------------------ |
| "My Bonnie" The Saints" (với Tony Sheridan) L.H. Anh/Đức (Polydor)                                              | 1962      | 48 —                     | —                        | —                        | —                        | 32 —                     | —                        | 26 —                     | 29 —                     | —                        | —                        | —                        | 29 —                     |                            | My Bonnie L.H. Anh/Đức (Polydor)                            |                                                                                            |
| "Love Me Do" P.S. I Love You" Mỹ (Tollie)                                                                       | 1962      | 17 —                     | —                        | 37 —                     | 8 —                      | —                        | 32 —                     | 1 10                     | 1 10                     | —                        | 1 —                      | —                        | 1 —                      | - Mỹ: Bạch kim             | Please Please Me                                            | Introducing... The Beatles VeeJay                                                          |
| "Please Please Me" Ask Me Why" L.H. Anh & Mỹ (VeeJay)                                                           | 1963      | 2 —                      | —                        | —                        | —                        | 20 —                     | —                        | —                        | —                        | —                        | —                        | —                        | 52 —                     |                            | Please Please Me                                            | Introducing... The Beatles VeeJay                                                          |
| "From Me to You" Thank You Girl" L.H. Anh & Mỹ (VeeJay)                                                         | 1963      | 1 —                      | —                        | —                        | 6 —                      | —                        | —                        | 116 —                    | —                        | 9 —                      | —                        | —                        | 9 —                      |                            | đĩa đơn không nằm trong album                               | Jolly What! The Beatles and Frank Ifield on Stage VeeJay The Beatles' Second Album         |
| "She Loves You" I'll Get You" L.H. Anh & Mỹ (Swan)                                                              | 1963      | 1 —                      | —                        | —                        | 1 —                      | 7 —                      | 7 —                      | 1 —                      | 1 —                      | 1 —                      | 1 —                      | —                        | 3 —                      |                            | đĩa đơn không nằm trong album                               | The Beatles' Second Album                                                                  |
| "I Want to Hold Your Hand" This Boy" L.H. Anh                                                                   | 1963      | 1 —                      | —                        | 6 —                      | —                        | 1 —                      | 1 —                      | 1 —                      | —                        | —                        | —                        | —                        | 1 —                      |                            | đĩa đơn không nằm trong album                               | Meet the Beatles!                                                                          |
| "Roll Over Beethoven" Please Mister Postman" Canada (Capitol)                                                   | 1963      | —                        | —                        | —                        | 2 —                      | 31 47                    | —                        | 68 —                     | 30 —                     | 2 —                      | —                        | —                        | 1 —                      |                            | With the Beatles                                            | The Beatles' Second Album                                                                  |
| "Misery" Ask Me Why"                                                                                            | 1963      | —                        | —                        | —                        | —                        | 37 —                     | —                        | —                        | —                        | —                        | —                        | —                        | —                        |                            | Please Please Me                                            | Introducing... The Beatles VeeJay                                                          |
| "I Want to Hold Your Hand" I Saw Her Standing There" Mỹ                                                         | 1963      | —                        | —                        | —                        | 1                        | —                        | —                        | 1 14                     | 1 100                    | —                        | 1                        | —                        | — 1                      | - Mỹ: Vàng                 | đĩa đơn không nằm trong album Please Please Me              | Meet the Beatles!                                                                          |
| "Please Please Me" From Me to You" Mỹ (Veejay)                                                                  | 1964      | —                        | —                        | —                        | 5 —                      | —                        | —                        | 3 41                     | 3 41                     | —                        | 2 1                      | —                        | 36 21                    | - Mỹ: Bạch kim             | Please Please Me bài hát không nằm trong album              | Introducing... The Beatles VeeJay Jolly What! The Beatles and Frank Ifield on Stage VeeJay |
| "Sweet Georgia Brown" Nobody's Child" (với Tony Sheridan) L.H. Anh (Polydor)                                    | 1964      | —                        | —                        | —                        | —                        | —                        | —                        | —                        | —                        | —                        | —                        | —                        | —                        |                            | My Bonnie Polydor The Beatles' First Polydor                |                                                                                            |
| "All My Loving" This Boy" Canada (Capitol)                                                                      | 1964      | —                        | —                        | 16 —                     | 1                        | 32 —                     | 2 —                      | 45 —                     | 31 —                     | 2 —                      | 1 —                      | —                        | 1 —                      |                            | With the Beatles                                            | Meet the Beatles!                                                                          |
| "Why" (với Tony Sheridan) "Cry for a Shadow" Mỹ (Polydor)                                                       | 1964      | —                        | —                        | —                        | —                        | —                        | —                        | 88 —                     | —                        | —                        | —                        | —                        | —                        |                            | The Beatles' First Polydor                                  |                                                                                            |
| "Twist and Shout" There's a Place" Mỹ (Tollie)                                                                  | 1964      | —                        | —                        | —                        | 5 —                      | 10 —                     | 9 —                      | 2 74                     | 1 —                      | 7 —                      | 1 —                      | —                        | 5 —                      | - Mỹ: Bạch kim             | Please Please Me                                            | Introducing... The Beatles VeeJay                                                          |
| "Komm, gib mir deine Hand" Sie liebt dich" Đức (Odeon)                                                          | 1964      | —                        | —                        | —                        | —                        | 1 7                      | —                        | —                        | —                        | —                        | —                        | —                        | —                        |                            | đĩa đơn không nằm trong album                               | Something New bài hát không nằm trong album                                                |
| "Can't Buy Me Love" You Can't Do That" L.H. Anh & Mỹ                                                            | 1964      | 1 —                      | —                        | 5 —                      | 3 33                     | 24 —                     | 1 —                      | 1 48                     | 1 77                     | 3 —                      | 1 —                      | —                        | 1 —                      | - Mỹ: Vàng                 | A Hard Day's Night                                          | A Hard Day's Night United Artists                                                          |
| "Do You Want to Know a Secret?" Thank You Girl" Mỹ (VeeJay)                                                     | 1964      | —                        | —                        | —                        | —                        | 34 —                     | —                        | 2 35                     | 3 38                     | —                        | 2 —                      | —                        | —                        | - Mỹ: Vàng                 | Please Please Me bài hát không nằm trong album              | Introducing... The Beatles VeeJay The Beatles' Second Album                                |
| "Sie liebt dich" I'll Get You" Mỹ (Swan)                                                                        | 1964      | —                        | —                        | —                        | 20 —                     | —                        | —                        | 97 —                     | —                        | —                        | —                        | —                        | —                        |                            |                                                             | bài hát không nằm trong album The Beatles' Second Album                                    |
| "Ain't She Sweet" If You Love Me, Baby" (với Tony Sheridan) L.H. Anh (Polydor)                                  | 1964      | 29 —                     | —                        | —                        | —                        | —                        | —                        | —                        | —                        | —                        | —                        | —                        | —                        |                            | The Beatles' First Polydor                                  |                                                                                            |
| "Sweet Georgia Brown" "Take Out Some Insurance on Me, Baby" (với Tony Sheridan) L.H. Anh (Polydor)              | 1964      | —                        | —                        | —                        | —                        | —                        | —                        | —                        | —                        | —                        | —                        | —                        | —                        |                            | My Bonnie Polydor The Beatles' First Polydor                |                                                                                            |
| "Ain't She Sweet" Nobody's Child" (với Tony Sheridan) Mỹ (Polydor)                                              | 1964      | —                        | —                        | —                        | —                        | —                        | —                        | 19 —                     | 14 —                     | —                        | —                        | —                        | 16 —                     |                            | The Beatles' First Polydor                                  |                                                                                            |
| "A Hard Day's Night" Things We Said Today" L.H. Anh                                                             | 1964      | 1 —                      | —                        | 4 —                      | —                        | 2 —                      | 1 —                      | —                        | —                        | 1 —                      | 1 —                      | —                        | 1 —                      |                            | A Hard Day's Night                                          | A Hard Day's Night United Artists Something New                                            |
| "A Hard Day's Night" I Should Have Known Better" Mỹ                                                             | 1964      | —                        | —                        | —                        | 1 —                      | — 6                      | — 1                      | 1 53                     | 1 43                     | — 1                      | —                        | —                        | — 1                      | - Mỹ: Vàng                 | A Hard Day's Night                                          | A Hard Day's Night United Artists                                                          |
| "I'll Cry Instead" I'm Happy Just to Dance with You" Mỹ                                                         | 1964      | —                        | —                        | —                        | 20 —                     | —                        | —                        | 25 95                    | 22 91                    | —                        | —                        | —                        | —                        |                            | A Hard Day's Night                                          | A Hard Day's Night United Artists                                                          |
| "And I Love Her" If I Fell" Mỹ                                                                                  | 1964      | —                        | —                        | 10 —                     | 15 —                     | — 25                     | — 3                      | 12 53                    | 14 64                    | — 1                      | —                        | —                        | — 1                      |                            | A Hard Day's Night                                          | A Hard Day's Night United Artists Something New                                            |
| "Matchbox" Slow Down" Mỹ                                                                                        | 1964      | —                        | —                        | —                        | 6 —                      | —                        | —                        | 17 25                    | 17 34                    | —                        | —                        | —                        | —                        |                            | Long Tall Sally (EP)                                        | Something New                                                                              |
| "I Feel Fine" She's a Woman" L.H. Anh & Mỹ                                                                      | 1964      | 1 —                      | 3 —                      | 3 —                      | 1 —                      | 3 —                      | 1 —                      | 1 4                      | 1 8                      | 1 —                      | 1                        | —                        | 1 —                      | - Mỹ: Vàng                 | đĩa đơn không nằm trong album                               | Beatles '65                                                                                |
| "If I Fell" Tell Me Why" L.H. Anh                                                                               | 1964      | —                        | —                        | —                        | —                        | —                        | —                        | —                        | —                        | —                        | —                        | —                        | —                        |                            | A Hard Day's Night                                          | Something New                                                                              |
| "Eight Days a Week" I Don't Want to Spoil the Party" Mỹ                                                         | 1965      | —                        | —                        | 9 —                      | 1 —                      | 5 —                      | 1 —                      | 1 39                     | 1 83                     | —                        | —                        | —                        | —                        | - Mỹ: Vàng                 | Beatles for Sale                                            | Beatles VI                                                                                 |
| "Ticket to Ride" Yes It Is" L.H. Anh & Mỹ                                                                       | 1965      | 1 —                      | 8 —                      | 10 —                     | 1 —                      | 2 —                      | 1 —                      | 1 46                     | 1 —                      | 1 —                      | —                        | —                        | 1 —                      |                            | Help! bài hát không nằm trong album                         | Help! Beatles VI                                                                           |
| "Rock and Roll Music" I'm a Loser"                                                                              | 1965      | —                        | 4 —                      | 3 —                      | —                        | 2 —                      | —                        | —                        | —                        | 1 —                      | —                        | —                        | 1 —                      |                            | Beatles for Sale                                            | Beatles '65                                                                                |
| "No Reply" "Rock and Roll Music"                                                                                | 1965      | —                        | —                        | —                        | —                        | 5 —                      | 6 2                      | —                        | —                        | —                        | —                        | —                        | —                        |                            | Beatles for Sale                                            | Beatles '65                                                                                |
| "Help!" I'm Down" L.H. Anh & Mỹ                                                                                 | 1965      | 1 —                      | 5 —                      | 5 —                      | 1 —                      | 2 —                      | 1 —                      | 1 101                    | 1 —                      | 1 —                      | —                        | —                        | 1 —                      | - Mỹ: Vàng                 | Help! bài hát không nằm trong album                         | Help! bài hát không nằm trong album                                                        |
| "Yesterday" Act Naturally" Mỹ                                                                                   | 1965      | —                        | 10 —                     | 1 —                      | 4 —                      | 6 —                      | 1 —                      | 1 47                     | 1 28                     | 1 —                      | 2 —                      | —                        | 2 —                      | - Mỹ: Vàng                 | Help!                                                       | Yesterday and Today                                                                        |
| "I'll Follow the Sun" I Don't Want to Spoil the Party"                                                          | 1965      | —                        | —                        | —                        | —                        | —                        | —                        | —                        | —                        | 10 —                     | —                        | —                        | —                        |                            | Beatles for Sale                                            | Beatles '65 Beatles VI                                                                     |
| "Roll Over Beethoven" Misery" Mỹ                                                                                | 1965      | —                        | —                        | —                        | —                        | —                        | —                        | —                        | —                        | —                        | —                        | —                        | —                        |                            | With the Beatles Please Please Me                           | The Beatles' Second Album Introducing... the Beatles VeeJay                                |
| "Boys" Kansas City/Hey, Hey, Hey, Hey" Mỹ                                                                       | 1965      | —                        | —                        | —                        | 32 —                     | — 18                     | —                        | 102 —                    | 73 75                    | —                        | —                        | —                        | —                        |                            | Please Please Me Beatles For Sale                           | The Early Beatles Beatles VI                                                               |
| "We Can Work It Out" Day Tripper" L.H. Anh & Mỹ                                                                 | 1965      | 1                        | —                        | 3 —                      | 1 —                      | 2 —                      | 1                        | 1 5                      | 1 10                     | — 1                      | 9 8                      | —                        | 1 —                      | - Mỹ: Vàng                 | đĩa đơn không nằm trong album                               | Yesterday and Today                                                                        |
| "Michelle" Girl"                                                                                                | 1966      | —                        | 3 —                      | 1 —                      | —                        | 6 —                      | 1 —                      | —                        | —                        | 1 —                      | 1 —                      | —                        | —                        |                            | Rubber Soul                                                 | Rubber Soul                                                                                |
| "Nowhere Man" What Goes On" Mỹ                                                                                  | 1966      | —                        | 8 —                      | —                        | 1 —                      | 3 —                      | —                        | 3 81                     | 2 —                      | —                        | —                        | —                        | 1 —                      | - Mỹ: Vàng                 | Rubber Soul                                                 | Yesterday and Today                                                                        |
| "Paperback Writer" Rain" L.H. Anh & Mỹ                                                                          | 1966      | 1 —                      | 4 —                      | 7 —                      | 1                        | 1 —                      | 1 —                      | 1 23                     | 1 31                     | —                        | 1 —                      | —                        | 1 —                      | - Mỹ: Vàng                 | đĩa đơn không nằm trong album                               | Hey Jude Apple tại Mỹ                                                                      |
| "Yellow Submarine" Eleanor Rigby" L.H. Anh & Mỹ                                                                 | 1966      | 1                        | 1 —                      | 1 —                      | 1                        | 1 —                      | 1                        | 2 11                     | 1 12                     | 1 —                      | 1                        | —                        | 1 —                      | - Mỹ: Vàng                 | Revolver                                                    | Revolver                                                                                   |
| "Penny Lane" Strawberry Fields Forever" L.H. Anh & Mỹ                                                           | 1967      | 2                        | 5 13                     | 4 —                      | 1                        | 1 —                      | 1                        | 1 8                      | 1 10                     | — 1                      | 1 5                      | —                        | 1 —                      | - Mỹ: Vàng                 | đĩa đơn không nằm trong album                               | Magical Mystery Tour                                                                       |
| "All You Need Is Love" Baby, You're a Rich Man" L.H. Anh & Mỹ                                                   | 1967      | 1 —                      | 1 —                      | 4 —                      | 1 —                      | 1 —                      | 1 —                      | 1 34                     | 1 60                     | 1 —                      | 1 —                      | —                        | 1 —                      | - Mỹ: Vàng                 | đĩa đơn không nằm trong album                               | Magical Mystery Tour                                                                       |
| "Hello, Goodbye" I Am the Walrus" L.H. Anh & Mỹ                                                                 | 1967      | 1 —                      | 2 —                      | 2 —                      | 1 —                      | 1 —                      | 1 —                      | 1 56                     | 1 46                     | 1 —                      | 1 17                     | 2 —                      | 1 —                      | - Mỹ: Vàng                 | đĩa đơn không nằm trong album Magical Mystery Tour (EP)     | Magical Mystery Tour                                                                       |
| "Lady Madonna" The Inner Light" L.H. Anh & Mỹ                                                                   | 1968      | 1 —                      | 1 —                      | 3 —                      | 1 —                      | 2 —                      | 1 —                      | 4 96                     | 2 —                      | 2 —                      | 1 —                      | 1 —                      | 1 —                      | - Mỹ: Bạch kim             | đĩa đơn không nằm trong album                               | Hey Jude Apple bài hát không nằm trong album                                               |
| "Hey Jude" Revolution" Apple                                                                                    | 1968      | 1 —                      | 1 —                      | 1 —                      | 1                        | 1 —                      | 1 —                      | 1 12                     | 1 11                     | 1 —                      | 1                        | 1 —                      | 1 —                      | - Mỹ: 4× Bạch kim          | đĩa đơn không nằm trong album                               | Hey Jude Apple                                                                             |
| "Ob-La-Di, Ob-La-Da"> "While My Guitar Gently Weeps" Apple                                                      | 1968      | —                        | 1 —                      | 5 —                      | —                        | 1 —                      | 3 —                      | —                        | —                        | —                        | 1 —                      | 1 —                      | 1 —                      |                            | The Beatles Apple                                           | The Beatles Apple                                                                          |
| "Get Back" Don't Let Me Down" (với Billy Preston) Apple                                                         | 1969      | 1 —                      | 1 —                      | 1 —                      | 1 —                      | 1 —                      | 1 —                      | 1 35                     | 1 57                     | 1 —                      | 1 —                      | 1 —                      | 1 —                      | - Mỹ: 2× Bạch kim          | đĩa đơn không nằm trong album                               | bài hát không nằm trong album Hey Jude Apple                                               |
| "The Ballad of John and Yoko" Old Brown Shoe" Apple                                                             | 1969      | 1 —                      | 1 —                      | 1 —                      | —                        | 1 —                      | 1 —                      | 8 —                      | 10 —                     | 1 —                      | 2 —                      | 1 —                      | 1 —                      | - Mỹ: Vàng                 | đĩa đơn không nằm trong album                               | Hey Jude Apple                                                                             |
| "Something" Come Together" Apple                                                                                | 1969      | 4                        | 11 2                     | — 2                      | 1 —                      | 1 3                      | — 2                      | 1                        | 2 1                      | 2 —                      | 1                        | — 2                      | 1 —                      | - Mỹ: 2× Bạch kim          | Abbey Road Apple                                            | Abbey Road Apple                                                                           |
| "Let It Be" You Know My Name (Look Up the Number)" Apple                                                        | 1970      | 2 —                      | 1 —                      | 3 —                      | 1 —                      | 2 —                      | 1 —                      | 1 —                      | 1 —                      | 1 —                      | 1 —                      | 1 —                      | 1 —                      | - Mỹ: 2× Bạch kim          | đĩa đơn không nằm trong album bài hát không nằm trong album | đĩa đơn không nằm trong album bài hát không nằm trong album                                |
| "The Long and Winding Road" For You Blue" Apple                                                                 | 1970      | —                        | —                        | 8 —                      | 1 4                      | 26 —                     | 11 —                     | 1                        | 1 71                     | —                        | 3 —                      | 8 —                      | 7 —                      | - Mỹ: Bạch kim             | Let It Be Apple                                             | Let It Be Apple                                                                            |
| "All Together Now" Hey Bulldog" Apple                                                                           | 1972      | —                        | —                        | —                        | —                        | —                        | 16 —                     | —                        | —                        | —                        | —                        | —                        | —                        |                            | Yellow Submarine Apple                                      | Yellow Submarine Apple                                                                     |
| "Yesterday" I Should Have Known Better" L.H. Anh                                                                | 1976      | 8 —                      | —                        | —                        | —                        | —                        | 26 —                     | —                        | —                        | —                        | —                        | —                        | 86 —                     |                            | Help! A Hard Day's Night                                    | Yesterday and Today A Hard Day's Night' United Artists                                     |
| "Got to Get You into My Life" Helter Skelter" Mỹ                                                                | 1976      | —                        | —                        | —                        | 1 —                      | —                        | —                        | 7 —                      | 3 —                      | —                        | —                        | —                        | 93 —                     | - Mỹ: Vàng                 | Rock 'n' Roll Music                                         | Rock 'n' Roll Music                                                                        |
| "Back in the U.S.S.R." Twist and Shout" L.H. Anh                                                                | 1976      | 19 —                     | —                        | —                        | —                        | —                        | —                        | —                        | —                        | —                        | —                        | —                        | —                        |                            | Rock 'n' Roll Music                                         | Rock 'n' Roll Music                                                                        |
| "Ob-La-Di, Ob-La-Da" Julia" Mỹ                                                                                  | 1976      | —                        | —                        | —                        | 19 —                     | —                        | —                        | 49 —                     | 47 —                     | —                        | —                        | —                        | —                        |                            | The Beatles Apple                                           | The Beatles Apple                                                                          |
| "Sgt. Pepper's Lonely Hearts Club Band" / "With a Little Help from My Friends" A Day in the Life" L.H. Anh & Mỹ | 1978      | 63 —                     | —                        | —                        | —                        | —                        | —                        | 71 —                     | 92 —                     | —                        | —                        | —                        | 78 —                     |                            | Sgt. Pepper's Lonely Hearts Club Band                       | Sgt. Pepper's Lonely Hearts Club Band                                                      |
| "The Beatles Movie Medley" I'm Happy Just to Dance with You" L.H. Anh & Mỹ                                      | 1982      | 10 —                     | —                        | 35 —                     | —                        | —                        | 24 —                     | 12 —                     | 14 —                     | —                        | —                        | —                        | 33 —                     |                            | bài hát không nằm trong album A Hard Day's Night            | bài hát không nằm trong album A Hard Day's Night United Artists                            |
| "Baby It's You" Apple                                                                                           | 1995      | 7                        | —                        | 43                       | 67                       | 94                       | 44                       | 67                       | —                        | —                        | -                        | —                        | 33                       |                            | Live at the BBC Apple                                       | Live at the BBC Apple                                                                      |
| "Free as a Bird" Christmas Time (Is Here Again)" Apple                                                          | 1995      | 2 —                      | 32 —                     | 11 —                     | 6 —                      | 37 —                     | 9 —                      | 6 —                      | —                        | —                        | —                        | 25 —                     | 6 —                      | - L.H. Anh: Bạc - Mỹ: Vàng | Anthology 1 Apple bài hát không nằm trong album             | Anthology 1 Apple bài hát không nằm trong album                                            |
| "Real Love" Baby's in Black" Apple                                                                              | 1996      | 4 —                      | —                        | 50 —                     | 12 —                     | 45 —                     | 21 —                     | 11 —                     | 10 —                     | —                        | —                        | 26 —                     | 6 —                      | - Mỹ: Vàng                 | Anthology 2 Apple bài hát không nằm trong album             | Anthology 2 Apple bài hát không nằm trong album                                            |
| "Now and Then" "Love Me Do"                                                                                     | 2023      | 42 —                     | — —                      | — —                      | — —                      | — —                      | — —                      | — —                      | — —                      | — —                      | — —                      | — —                      | — —                      |                            | 1967–1970 (bản cao cấp) 1962–1966 (bản cao cấp)             | 1967–1970 (bản cao cấp) 1962–1966 (bản cao cấp)                                            |
| "—" biểu thị đĩa đơn không được phát hành hoặc không được xếp hạng tại quốc gia đó.                             |           |                          |                          |                          |                          |                          |                          |                          |                          |                          |                          |                          |                          |                            |                                                             |                                                                                            |

Ghi chú
1. ↑  Ấn bản gốc của "My Bonnie" được đề tên cho "Tony Sheridan và the Beat Brothers".
2. 1 2   Tollie Records là một chi nhánh của hãng đĩa VeeJay
3. ↑  Những ấn bản đầu tiên của Introducing... the Beatles gồm có "Love Me Do" và "P.S. I Love You." Sau khi chi nhánh của hãng đĩa Capitol là Beechwood Music khiếu nại về pháp lý, các bài hát được thay thế thành "Ask Me Why" và "Please Please Me."
4. 1 2 3 4 5 6 7 8  Đĩa đơn chỉ được phát hành ở các quốc gia châu Âu chọn lọc.
5. ↑  Dù được dự định phát hành quốc tế nhưng một số nhà bán lẻ đã bán đĩa tại Anh Quốc. Ca khúc không được xếp hạng tại đây và bị coi là một đĩa đơn "không chính thức" ở Anh.
6. 1 2 3  Theo hợp đồng sửa đổi năm 1967, Capitol đồng ý phát hành các phiên bản album chưa bị chỉnh sửa của The Beatles ở Anh; các sản phẩm phát hành đó trải dài theo cả cột trong bảng này. Tuy nhiên Capitol vẫn tiếp tục tạo thêm những album khác nữa từ những đĩa đơn, bài hát trích từ EP và cả những ca khúc chưa từng được sử dụng trong album trước đây, cụ thể là Magical Mystery Tour và Hey Jude.
7. 1 2 3  Một phiên bản khác của ca khúc được phát hành trong album Let It Be.
8. ↑  Cây bút chuyên mục "Chart Beat" của tạp chí Billboard Fred Bronson quả quyết rằng "Come Together" và "Something" kết hợp với nhau để giữ vị trí quán quân trên Hot 100, trong khi một cây viết uy tín khác, ông Joel Whitburn, thấy rằng "Something" ở vị trí số ba, thứ hạng cao nhất của nó trước khi hai bài hát trên kết hợp với nhau.
9. ↑  "Sgt. Pepper's Lonely Hearts Club Band" và "With a Little Help from My Friends được phát hành chung ở mặt A còn "A Day in the Life" ở mặt B. Ở một số nước châu Âu, đĩa mặt B là "Within You Without You".[48]
10. ↑  "Baby It's You" được phát hành dưới dạng đĩa maxi CD với các bài hát là "I'll Follow the Sun", "Devil in Her Heart" và "Boys". Những phiên bản trực tiếp của "I'll Follow the Sun" và "Boys" sau đó được phát hành trên On Air – Live at the BBC Volume 2.
11. ↑  "Free as a Bird" được phát hành dưới dạng đĩa maxi CD với các ca khúc bổ sung là "I Saw Her Standing There" và "This Boy".
12. ↑  "Real Love" được phát hành dưới dạng đĩa maxi CD với các bài hát bổ sung là "Yellow Submarine" và "Here, There and Everywhere".

## Những lần xuất hiện khác
| Album                                           | Phát hành | Ca khúc                                 |
| ----------------------------------------------- | --------- | --------------------------------------- |
| No One's Gonna Change Our World                 | 1969      | "Across the Universe" (bản gốc)         |
| The Best of George Harrison                     | 1976      | "Something"                             |
| The Best of George Harrison                     | 1976      | "If I Needed Someone"                   |
| The Best of George Harrison                     | 1976      | "Here Comes the Sun"                    |
| The Best of George Harrison                     | 1976      | "Taxman"                                |
| The Best of George Harrison                     | 1976      | "Think for Yourself"                    |
| The Best of George Harrison                     | 1976      | "For You Blue"                          |
| The Best of George Harrison                     | 1976      | "While My Guitar Gently Weeps"          |
| Now That's What I Call Music – The Summer Album | 1986      | "All You Need Is Love"                  |
| Now That's What I Call Music – The Summer Album | 1986      | "Here Comes the Sun"                    |
| Imagine: John Lennon (nhạc phim)                | 1988      | "Twist and Shout"                       |
| Imagine: John Lennon (nhạc phim)                | 1988      | "Help!"                                 |
| Imagine: John Lennon (nhạc phim)                | 1988      | "In My Life"                            |
| Imagine: John Lennon (nhạc phim)                | 1988      | "Strawberry Fields Forever"             |
| Imagine: John Lennon (nhạc phim)                | 1988      | "A Day in the Life"                     |
| Imagine: John Lennon (nhạc phim)                | 1988      | "Revolution"                            |
| Imagine: John Lennon (nhạc phim)                | 1988      | "The Ballad of John and Yoko"           |
| Imagine: John Lennon (nhạc phim)                | 1988      | "Julia"                                 |
| Imagine: John Lennon (nhạc phim)                | 1988      | "Don't Let Me Down" (với Billy Preston) |
| Produced by George Martin                       | 2001      | "Please Please Me"                      |
| Produced by George Martin                       | 2001      | "I Want to Hold Your Hand"              |
| Produced by George Martin                       | 2001      | "Yesterday"                             |
| Produced by George Martin                       | 2001      | "In My Life"                            |

## Lên màn ảnh

### Điện ảnh
| Tựa đề               | Phát hành                                                                                            | Đạo diễn                                      |
| -------------------- | --- | --------------------------------------------- |
| A Hard Day's Night   | - Phát hành: 6 tháng 7 năm 1964 - Nhà phân phối: United Artists                                      | Richard Lester                                |
| Help!                | - Phát hành: 29 tháng 7 năm 1965 - Nhà phân phối: United Artists                                     | Richard Lester                                |
| Magical Mystery Tour | - Phát hành: 26 tháng 12 năm 1967 - Phát sóng: BBC1 (L.H. Anh) - Nhà phân phối: New Line Cinema (Mỹ) | The Beatles, Bernard Knowles (không ghi công) |
| Yellow Submarine     | - Phát hành: 17 tháng 7 năm 1968 - Nhà phân phối: United Artists                                     | George Dunning                                |
| Let It Be            | - Phát hành: 13 tháng 5 năm 1970 - Nhà phân phối: United Artists                                     | Michael Lindsay-Hogg                          |

### Phim tài liệu
| Tựa đề                                      | Phát hành | Đạo diễn                                      |
| ------------------------------------------- | --- | --------------------------------------------- |
| What's Happening! The Beatles in the U.S.A. | - Phát hành: 14 tháng 12 năm 1964 - Kênh phát sóng: CBS                                                                  | Kathy Dougherty, Susan Frömke, Albert Maysles |
| The Beatles at Shea Stadium                 | - Phát hành: 1 tháng 3 năm 1966 - Kênh phát sóng: BBC1 (L.H. Anh), ABC (Mỹ)                                              | Nhiều người                                   |
| The Beatles in Japan                        | - Phát hành: 1 tháng 7 năm 1966 - Kênh phát sóng: Nippon TV (Nhật Bản)                                                   | Nhiều người                                   |
| The Compleat Beatles                        | - Phát hành: 28 tháng 5 năm 1982 - Kênh phát sóng: PBS (Mỹ) - Hãng phân phối: MGM                                        | Patrick Montgomery                            |
| All Together Now                            | - Phát hành: 20 tháng 10 năm 2008 - Hãng phân phối: Cinema Management Group                                              | Adrian Wills                                  |
| The Beatles: Eight Days a Week              | - Phát hành: 15 tháng 9 năm 2016 - Hãng phân phối: StudioCanal, PolyGram Entertainment (L.H. Anh), Abramorama, Hulu (Mỹ) | Ron Howard                                    |

### Video tại gia
| Tựa đề | Phát hành | Đạo diễn                                      |
| --- | --- | --------------------------------------------- |
| Concert At Budokan 1966 | - Phát hành: 1984 - Tái phát hành: 1993 - Hãng phân phối: VAP (Nhật Bản) - Định dạng: VHS, Laserdisc                                                                     | Nippon TV                                     |
| The Beatles Live: Ready Steady Go! - Special Edition                                                                                             | - Phát hành: 1985 - Tái phát hành: 1995 - Hãng phân phối: Picture Music International, Sony Pictures Home Entertainment - Định dạng: Beta, VHS, Laserdisc                | Rita Gillespie                                |
| The Beatles: The First U.S. Visit | - Phát hành: 13 tháng 11 năm 1991 - Tái phát hành: 1998, 2003, 2004 - Hãng phân phối: MPI Home Video, Apple Films - Định dạng: VHS, Laserdisc, DVD                       | Kathy Dougherty, Susan Frömke, Albert Maysles |
| The Beatles Collection: - Help! - Magical Mystery Tour - The Beatles: The First U.S. Visit - You Can't Do That! The Making of A Hard Day's Night | - Phát hành: 7 tháng 2 năm 1994 - Tái phát hành: 8 tháng 8 năm 2000 - Hãng phân phối: MPI Home Video, Apple Films - Định dạng: 4xVHS, 4xDVD                              | Nhiều người                                   |
| You Can't Do That! The Making of A Hard Day's Night                                                                                              | - Phát hành: 28 tháng 3 năm 1995 - Hãng phân phối: MPI Home Video, Apple Films, EMI Video - Định dạng: VHS, Laserdisc, VCD                                               | David Leaf                                    |
| The Four Complete Historic Ed Sullivan Shows Featuring The Beatles                                                                               | - Phát hành: 28 tháng 10 năm 2003 - Tái phát hành: 7 tháng 9 năm 2010 - Hãng phân phối: SOFA Home Entertainment, Eagle Vision, UMe, Hip-O Records - Định dạng: 2 đĩa DVD | Kenneth Whelan                                |
| 1+ | - Phát hành: 6 tháng 11 năm 2015 - Hãng phân phối: Apple Corps. Ltd. - Định dạng: DVD, CD/DVD, CD/2 đĩa DVD, Blu-ray, CD/Blu-ray, CD/2 đĩa Blu-ray                       | Nhiều người                                   |

Ghi chú
1. ↑  Magical Mystery Tour được chứng nhận Vàng bởi Hiệp hội Công nghiệp ghi âm Hoa Kỳ vào tháng 1 năm 2015[49]
2. ↑  What's Happening! The Beatles in the U.S.A. được tái biên tập và tái phát hành vào ngày 13 tháng 11 năm 1991 dưới cái tên The Beatles: The First U.S. Visit của MPI Home Video.
3. ↑  Màn trình diễn của The Beatles trong chương trình The Beatles at Shea Stadium được tái dựng lại và phát hành chiếu rạp năm 2016 với tên gọi The Beatles: Eight Days a Week – The Touring Years.
4. ↑  Màn trình diễn của The Beatles tại The Beatles in Japan được phát hành đầu tiên trên video vào năm 1984 dưới tên gọi Concert At Budokan 1966.

### Truyền hình
| Tựa đề                | Phát hành                                                                        | Nhà sáng tạo                        |
| --------------------- | -------------------------------------------------------------------------------- | ----------------------------------- |
| The Beatles           | - Phát sóng: 25 tháng 9 năm 1965 – 9 tháng 5 năm 1969 - Kênh phát sóng: ABC (Mỹ) | Al Brodax, Sylban Buck              |
| The Beatles Anthology | - Phát sóng: 19–23 tháng 11 năm 1995 - Kênh phát sóng: ITV (L.H. Anh), ABC (Mỹ)  | Đạo diễn: Geoff Wonfor, Bob Smeaton |

### Video âm nhạc
| Tựa đề                                          | Phát hành | Đạo diễn | Album                                 | Chú giải |
| ----------------------------------------------- | --------- | --- | ------------------------------------- | --- |
| "Twist and Shout"                               | 1963      | | Please Please Me                      | Từ Scene at 6.30 (14 tháng 8 năm 1963) Ghi hình live-to-air tại Phòng Thu số 4, Granada TV Centre, Manchester, Liên hiệp Anh.                                                                                 |
| "She Loves You" (trực tiếp)                     | 1963      | Nhà sản xuất: Lasse Sarri | bài hát không nằm trong album         | Từ Drop In (3 tháng 11 năm 1963) Thu âm vào ngày 30 tháng 10 năm 1963 tại Narren-Teatern, Gröna Lund, Stockholm, Thụy Điển.                                                                                   |
| "From Me to You" (trực tiếp)                    | 1963      | Robert Nesbitt (sân khấu), Bill Ward (tivi) Nhà sản xuất: Bill Ward | bài hát không nằm trong album         | Từ chương trình Royal Variety Performance (10 tháng 11 năm 1963) Thu âm vào ngày 4 tháng 11 năm 1963 tại Nhà hát Prince of Wales, Luân Đôn, Liên hiệp Anh.                                                    |
| "I Want to Hold Your Hand"                      | 1963      | | bài hát không nằm trong album         | Từ Late Scene Extra (27 tháng 11 năm 1963) Ghi hình vào ngày 25 tháng 11 năm 1963 tại Phòng thu Số 4, Trung tâm truyền hình Granada.                                                                          |
| "Please Please Me" (trực tiếp)                  | 1964      | Tim Kiley Nhà sản xuất: Robert Precht | Please Please Me                      | Từ The Ed Sullivan Show (23 tháng 2 năm 1964) Thu âm vào ngày 9 tháng 2 năm 1964 tại CBS-TV Studio 50, thành phố New York, Mỹ.                                                                                |
| "Can't Buy Me Love" (trực tiếp)                 | 1964      | Rita Gillespie Nhà sản xuất: Jack Good | A Hard Day's Night                    | Từ Around the Beatles (6 tháng 5 năm 1964) Phần nhạc được ghi trước vào ngày 19 tháng 4 năm 1964 tại IBC Studios, Luân Đôn Ghi hình vào ngày 28 tháng 4 năm 1964 tại Studio 5 A/B, Wembley Studios, Luân Đôn. |
| "Yesterday" (trực tiếp)                         | 1965      | Tim Kiley Nhà sản xuất: Robert Precht | Help!                                 | Từ The Ed Sullivan Show (12 tháng 9 năm 1965) Thu âm vào ngày 14 tháng 8 năm 1965 tại CBS-TV Studio 50. |
| "A Hard Day's Night" (trực tiếp)                | 1965      | Jean-Christophe Averty | A Hard Day's Night                    | Từ Les Beatles (31 tháng 10 năm 1965) Thu âm vào ngày 20 tháng 6 năm 1965 tại Palais des Sports, Paris, Pháp.                                                                                                 |
| "I Feel Fine" (2 bản)                           | 1965      | Joe McGrath | bài hát không nằm trong album         | Ghi hình vào ngày 23 tháng 11 năm 1965 tại Phòng thu Số 3, Twickenham Film Studios, Middlesex, Liên hiệp Anh.                                                                                                 |
| "Ticket to Ride"                                | 1965      | Joe McGrath | Help!                                 | Ghi hình vào ngày 23 tháng 11 năm 1965 tại Phòng thu Số 3, Twickenham Film Studios, Middlesex, Liên hiệp Anh.                                                                                                 |
| "Help!"                                         | 1965      | Joe McGrath | Help!                                 | Ghi hình vào ngày 23 tháng 11 năm 1965 tại Phòng thu Số 3, Twickenham Film Studios, Middlesex, Liên hiệp Anh.                                                                                                 |
| "Day Tripper" (3 bản)                           | 1965      | Joe McGrath | bài hát không nằm trong album         | Ghi hình vào ngày 23 tháng 11 năm 1965 tại Phòng thu Số 3, Twickenham Film Studios, Middlesex, Liên hiệp Anh.                                                                                                 |
| "We Can Work It Out" (3 bản)                    | 1965      | Joe McGrath | bài hát không nằm trong album         | Ghi hình vào ngày 23 tháng 11 năm 1965 tại Phòng thu Số 3, Twickenham Film Studios, Middlesex, Liên hiệp Anh.                                                                                                 |
| "Day Tripper"                                   | 1965      | Philip Carson Nhà sản xuất: Johnny Hamp | bài hát không nằm trong album         | Từ The Music of Lennon & McCartney (16 tháng 12 năm 1965) Ghi hình vào ngày 1–2 tháng 11 năm 1965, tại trung tâm truyền hình Granada.                                                                         |
| "Paperback Writer" (3 bản)                      | 1966      | Michael Lindsay-Hogg | bài hát không nằm trong album         | Sản xuất cho The Ed Sullivan Show Ghi hình vào ngày 19 tháng 5 năm 1966, tại Phòng thu Số 1, EMI Studios, Luân Đôn.                                                                                           |
| "Rain" (3 bản)                                  | 1966      | Michael Lindsay-Hogg | bài hát không nằm trong album         | Ghi hình vào ngày 19 tháng 5 năm 1966 tại Phòng thu Số 1, EMI Studios |
| "Paperback Writer"                              | 1966      | Michael Lindsay-Hogg | bài hát không nằm trong album         | Ghi hình vào ngày 20 tháng 5 năm 1966 tại Chiswick House, Luân Đôn. |
| "Rain"                                          | 1966      | Michael Lindsay-Hogg | bài hát không nằm trong album         | Ghi hình vào ngày 20 tháng 5 năm 1966 tại Chiswick House, Luân Đôn. |
| "Strawberry Fields Forever"                     | 1967      | Peter Goldmann | Magical Mystery Tour                  | Ghi hình vào ngày 30–31 tháng 1 năm 1967 tại Knole Park, Sevenoaks, Liên hiệp Anh. |
| "Penny Lane"                                    | 1967      | Peter Goldmann | Magical Mystery Tour                  | Ghi hình vào ngày 5 & 7 tháng 2 năm 1967 tại Luân Đôn, Knole Park và Liverpool, Liên hiệp Anh. |
| "A Day in the Life"                             | 1967      | The Beatles | Sgt. Pepper's Lonely Hearts Club Band | Ghi hình vào ngày 10 tháng 2 năm 1967 tại Phòng thu Số 1, EMI Studios. |
| "All You Need Is Love" (trực tiếp)              | 1967      | Derek Burrell Davis | Magical Mystery Tour                  | Từ Our World (25 tháng 6 năm 1967) Thu âm live-to-air tại Phòng thu Số 1, EMI Studios. |
| "Hello, Goodbye" (3 bản)                        | 1967      | Paul McCartney | Magical Mystery Tour                  | Ghi hình vào ngày 10 tháng 11 năm 1967 tại Nhà hát Saville, Luân Đôn. |
| "Lady Madonna" (2 bản)                          | 1968      | The Beatles | bài hát không nằm trong album         | Ghi hình vào ngày 11 tháng 2 năm 1968 tại Phòng thu Số 3, EMI Studios, và vào ngày 14 tháng 2 tại Chappell Studios, Luân Đôn.                                                                                 |
| "Eleanor Rigby"                                 | 1968      | George Dunning Nhà sản xuất: Al Brodax Giám đốc sáng tạo: Heinz Edelmann                                                                                                | Revolver                              | Từ phim điện ảnh Yellow Submarine (1968) |
| "Hey Jude" (trực tiếp) (3 bản)                  | 1968      | Michael Lindsay-Hogg | bài hát không nằm trong album         | Từ Frost on Sunday (8 tháng 9 năm 1968) Thu âm vào ngày 4 tháng 9 năm 1968 tại Twickenham Film Studios. |
| "Revolution" (trực tiếp) (2 bản)                | 1968      | Michael Lindsay-Hogg | bài hát không nằm trong album         | Thu âm vào ngày 4 tháng 9 năm 1968 tại Twickenham Film Studios. |
| "Get Back" (với Billy Preston)                  | 1969      | Michael Lindsay-Hogg Nhà sản xuất: Neil Aspinall | Let It Be                             | Ghi hình vào ngày 30 tháng 1 năm 1969 tại chuyến hòa nhạc trên sân thượng của The Beatles tại Apple ở Luân Đôn Trích đoạn sử dụng trong phim điện ảnh Let It Be                                               |
| "The Ballad of John and Yoko"                   | 1969      | The Beatles | bài hát không nằm trong album         | Ghi hình vào tháng 1–tháng 4 năm 1969 tại Luân Đôn, Amsterdam, Paris và Vienna. |
| "Something"                                     | 1969      | The Beatles | Abbey Road                            | Ghi hình vào tháng 10 năm 1969 tại Brookfield ở Elstead, Kinfauns ở Esher, Tittenhurst Park ở Ascot và Mull of Kintyre, Liên hiệp Anh.                                                                        |
| "Let It Be"                                     | 1970      | Michael Lindsay-Hogg Nhà sản xuất: Neil Aspinall | Let It Be                             | Ghi hình vào ngày 31 tháng 1 năm 1969 tại Apple Studio Trích đoạn sử dụng trong phim điện ảnh Let It Be |
| "The Long and Winding Road"                     | 1970      | Michael Lindsay-Hogg Nhà sản xuất: Neil Aspinall | Let It Be                             | Ghi hình vào ngày 31 tháng 1 năm 1969 tại Apple Studio Trích đoạn sử dụng trong phim điện ảnh Let It Be |
| "Baby It's You" (2 bản)                         | 1994      | Geoff Wonfor Biên tập: Andy Matthews Điều khiển máy quay: Kevin Neill (của Bộ ba Karl Denver)                                                                           | Live at the BBC                       | Hầu hết trích đoạn được BBC ghi hình vào tháng 4 năm 1963 tại Nhà hát Paris, Luân Đôn. |
| "Free as a Bird"                                | 1995      | Joe Pytka Nhà sản xuất: Jane Brimblecombe | Anthology 1                           | |
| "Real Love" (2 bản)                             | 1995      | Kevin Godley, Geoff Wonfor Nhà sản xuất: Chris Chipperfield, James Chads                                                                                                | Anthology 2                           | Trích đoạn trong phòng thu được ghi hình vào tháng 2 năm 1995. |
| "Hey Bulldog"                                   | 1999      | The Beatles | Yellow Submarine Songtrack            | Sản xuất nhằm phát hành Yellow Submarine Songtrack Thu âm vào ngày 11 tháng 2 năm 1968 tại Phòng thu Số 3, EMI Studios.                                                                                       |
| "Come Together"                                 | 2000      | Alexandre Garnier, Christophe Branche Nhà sản xuất: Melon Dezign | 1                                     | Sản xuất nhằm phát hành 1 và khởi động website chính thức của The Beatles. |
| "Get Back"                                      | 2003      | Michael Lindsay-Hogg (Let It Be), Bob Smeaton (biên tập 2003) Nhà sản xuất: Neil Aspinall (Let It Be) Biên tập: Julian Caidan                                           | Let It Be... Naked                    | Sản xuất nhằm phát hành Let It Be... Naked Hầu hết trích đoạn được ghi hình vào ngày 28 tháng 1 năm 1969 tại Apple Studio và Twickenham Film Studios Trích đoạn sử dụng trong phim điện ảnh Let It Be.        |
| "Don't Let Me Down"                             | 2003      | Michael Lindsay-Hogg (Let It Be), Bob Smeaton (biên tập 2003) Nhà sản xuất: Neil Aspinall (Let It Be) Biên tập: Julian Caidan                                           | Let It Be... Naked                    | Sản xuất nhằm phát hành Let It Be... Naked Thu âm vào ngày 30 tháng 1 năm 1969 tại chuyến hòa nhạc trên tầng thượng của The Beatles Trích đoạn sử dụng trong phim điện ảnh Let It Be.                         |
| "Within You Without You / Tomorrow Never Knows" | 2006      | Simon Hilton Nhà sản xuất: Astrid Edwards | Love                                  | Sản xuất nhằm phát hành Love Sử dụng trích đoạn từ phim điện ảnh Magical Mystery Tour và các video âm nhạc cho "Rain", "Strawberry Fields Forever", "Penny Lane", "Hello, Goodbye" và "All You Need Is Love". |
| "Words of Love"                                 | 2013      | Lee Gingold, Giles Dill Giám đốc sáng tạo: Pete Candeland Nhà sản xuất: Jonathan Clyde, Katrina Lofaro                                                                  | On Air – Live at the BBC Volume 2     | Sản xuất nhằm phát hành On Air – Live at the BBC Volume 2 Hầu hết trích đoạn được ghi hình năm 1963. |
| "Love Me Do"                                    | 2015      | Don Harworth (The Mersey Sound) Biên tập: Matthew Longfellow (bản 1+)                                                                                                   | Please Please Me                      | Sản xuất cho 1+ Hầu hết trích đoạn từ The Mersey Sound (9 tháng 10 năm 1963) Ghi hình vào ngày 27 tháng 8 năm 1963 tại Nhà hát Little, Southport, Liên hiệp Anh.                                              |
| "Eight Days a Week"                             | 2015      | Biên tập: Matthew Longfellow | Beatles for Sale                      | Sản xuất cho 1+ Trích đoạn ghi hình vào ngày 15 tháng 11 năm 1965 tại Sân vận động Shea, thành phố New York.                                                                                                  |
| "Yellow Submarine"                              | 2015      | George Dunning (Yellow Submarine) Nhà sản xuất: Al Brodax (Yellow Submarine) Giám đốc sáng tạo: Heinz Edelmann (Yellow Submarine) Biên tập: Matthew Longfellow (bản 1+) | Revolver                              | Sản xuất cho 1+ Trích đoạn lấy từ phim điện ảnh Yellow Submarine (1968). |
| "Rain"                                          | 2015      | Michael Lindsay-Hogg Biên tập: Matthew Longfellow | bài hát không nằm trong album         | Sản xuất cho 1+ Ghi hình vào ngày 19 tháng 5 năm 1966 tại Phòng thu Số 1, EMI Studios. |
| "Hello, Goodbye"                                | 2015      | Paul McCartney Biên tập: Matthew Longfellow | Magical Mystery Tour                  | Sản xuất cho 1+ Ghi hình vào ngày 10 tháng 11 năm 1967 tại Nhà hát Saville. |
| "Hey Jude" (trực tiếp)                          | 2015      | Michael Lindsay-Hogg Biên tập: Matthew Longfellow | bài hát không nằm trong album         | Sản xuất cho 1+ Thu âm vào ngày 4 tháng 9 năm 1968 tại Twickenham Film Studios. |
| "While My Guitar Gently Weeps"                  | 2016      | Dandypunk, Andre Kasten và Leah Moyer | Love                                  | Sản xuất nhằm quảng bá chương trình Love Ghi hình tại Nhà hát Love ở the Mirage, Las Vegas và tại một số địa điểm khác ở Nevada, Mỹ.                                                                          |
| "Boys" (trực tiếp)                              | 2016      | Paul Crowder | Live at the Hollywood Bowl            | Phát hành nhằm quảng bá Live at the Hollywood Bowl và The Beatles: Eight Days a Week. |
| "Glass Onion"                                   | 2018      | | The Beatles                           | Phát hành nhằm quảng bá ấn bản siêu chất lượng cao, kỉ niệm 50 năm ra đời Album trắng. |
| "Back in the U.S.S.R."                          | 2018      | | The Beatles                           | Phát hành nhằm quảng bá ấn bản siêu chất lượng cao, kỉ niệm 50 năm ra đời Album trắng. |

Ghi chú
1. 1 2 3 4 5 6 7 8 9 10 11  Lúc đầu video không được sản xuất thành một video âm nhạc nhưng được phát hành trong album 1+ và dưới nhiều hình thức khác.
2. 1 2  Live-to-air là cách thu âm trực tiếp và gửi âm của đài phát thanh đến các thính giả cùng lúc với các nhạc sĩ đang biểu diễn.
3. 1 2 3 4 5 6 7  Phiên bản của bài hát sử dụng trong video âm nhạc khác với phiên bản trích từ album.